# Friedrich Nietzsche

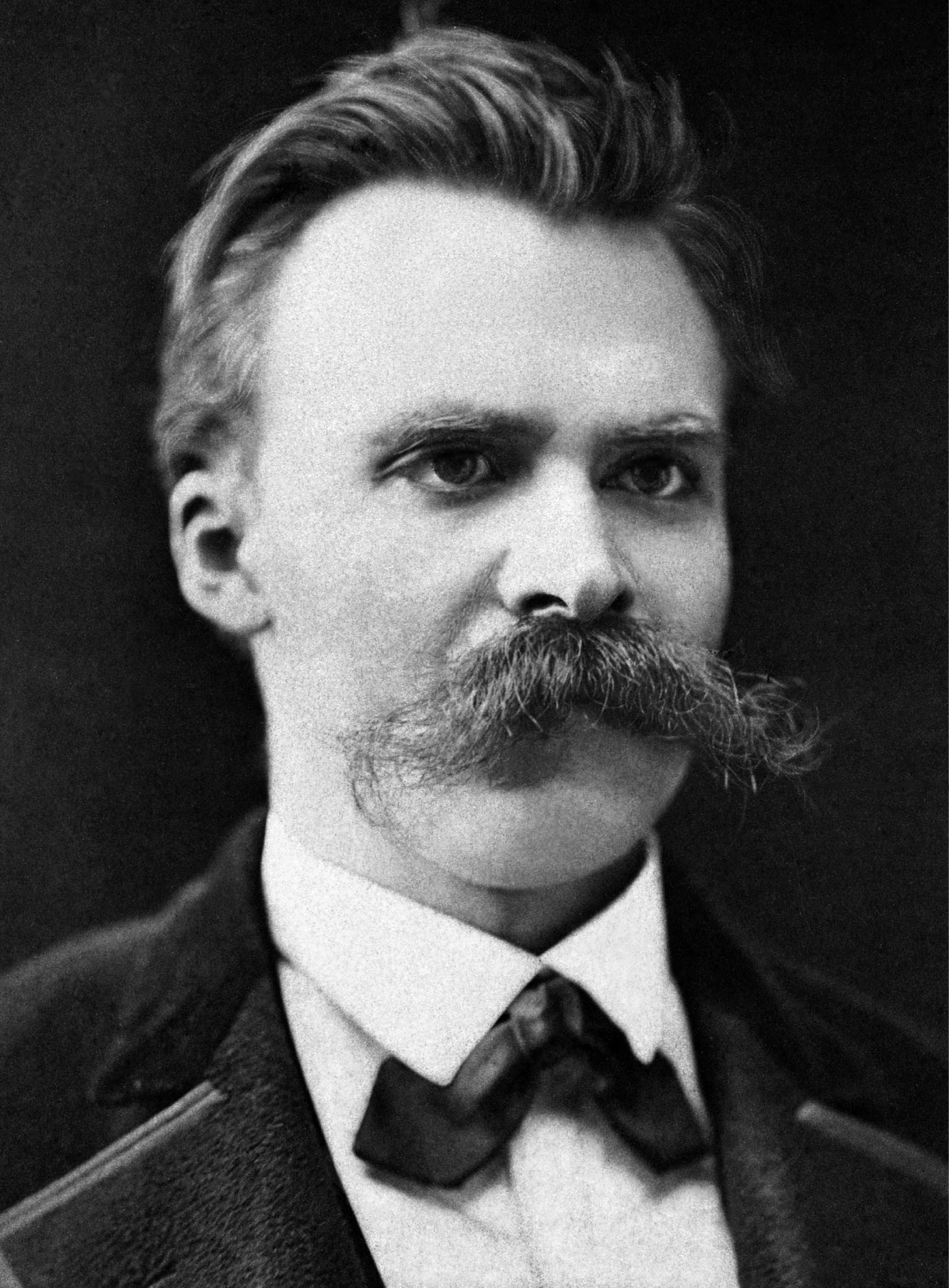
Friedrich Nietzsche, fotografiert von Friedrich Hermann Hartmann (ca. 1875)

Friedrich Wilhelm Nietzsche ([ˈniːtʃə] oder [ˈniːtsʃə]; * 15. Oktober 1844 in Röcken; † 25. August 1900 in Weimar) war ein deutscher klassischer Philologe und Philosoph. Nietzsche sprengte sowohl mit seinem Denken als auch mit seinem Stil bis dahin gängige Muster und ließ sich zunächst keiner klassischen Disziplin zuordnen. Heute gilt er als einer der Vorläufer einer neuen philosophischen Schule, der Lebensphilosophie.
Im Alter von 24 Jahren wurde Nietzsche im Anschluss an sein Studium als außerordentlicher Professor für klassische Philologie an die Universität Basel berufen. Zuvor war er noch preußischer Staatsbürger, nach seiner Übersiedlung in die Schweiz 1869 wurde er auf eigenen Wunsch hin staatenlos. Bereits zehn Jahre später legte er 1879 aus gesundheitlichen Gründen die Professur nieder. Von nun an bereiste er – auf der Suche nach Orten, deren Klima sich günstig auf seine diversen Leiden auswirken sollte – vor allem Italien und die Schweiz. Ab seinem 45. Lebensjahr (1889) litt er unter zunehmenden psychischen Störungen, die ihn arbeits- und geschäftsunfähig machten. Seinen Anfang der 1890er Jahre einsetzenden Ruhm erlebte er nicht mehr bewusst. Den Rest seines Lebens verbrachte er als Pflegefall in der Obhut zunächst seiner Mutter, dann seiner Schwester, und starb 1900 im Alter von 55 Jahren. Die Vermutung, die Spätfolgen einer Syphilis könnten beim Krankheitsverlauf eine Rolle gespielt haben, hielt sich gut 100 Jahre. Später kamen in Fachkreisen jedoch zunehmend Zweifel an dieser Verdachtsdiagnose auf. Neuere Auswertungen von Nietzsches Krankenakte kommen zum Ergebnis, dass eine Erkrankung wie CADASIL ebenso zu seiner geistigen Verwirrung am Lebensende geführt haben könnte.
Den jungen Nietzsche beeindruckte besonders die Philosophie Schopenhauers. Später wandte er sich von dessen Pessimismus ab. Sein Werk enthält scharfe Kritiken an Moral, Religion, Philosophie, Wissenschaft und Formen der Kunst. Die zeitgenössische Kultur war in seinen Augen lebensschwächer als die des antiken Griechenlands. Wiederkehrendes Ziel von Nietzsches Angriffen sind vor allem die christliche Moral sowie die christliche und platonistische Metaphysik. Er stellte den Wert der Wahrheit überhaupt in Frage und wurde damit Wegbereiter postmoderner philosophischer Ansätze. Auch Nietzsches Konzepte des „Übermenschen“, des „Willens zur Macht“ oder der „ewigen Wiederkunft“ geben bis heute Anlass zu Deutungen und Diskussionen.
Nietzsche schuf keine systematische Philosophie. Oft wählte er den Aphorismus als Ausdrucksform seiner Gedanken. Seine Prosa, seine Gedichte und der pathetisch-lyrische Stil von Also sprach Zarathustra verschafften ihm auch als Schriftsteller Anerkennung. Im Nebenwerk schuf er zudem musikalische Kompositionen.

## Leben

### Jugend (1844–1869)

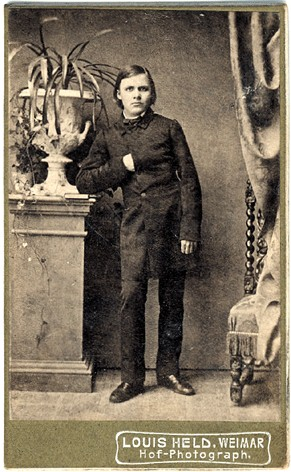
Nietzsche im Alter von 17 Jahren, 1861

Friedrich Nietzsche wurde am 15. Oktober 1844 in Röcken, einem Dorf nahe Lützen im Kreis Merseburg in der preußischen Provinz Sachsen (heute Sachsen-Anhalt), geboren. Seine Eltern waren der lutherische Pfarrer Carl Ludwig Nietzsche und dessen Frau Franziska, Tochter des Pfarrers David Ernst Oehler von Pobles. Seit der Reformation im 16. Jahrhundert ist die Familie Nietzsche in Sachsen als evangelisch dokumentiert. In den Familien beider Elternteile gab es einen hohen Anteil protestantischer Pfarrer. Seinen Vornamen gab ihm sein Vater zu Ehren des preußischen Königs Friedrich Wilhelm IV., an dessen 49. Geburtstag er geboren wurde. Nietzsche selbst behauptete in seinen späten Jahren, in väterlicher Linie von polnischen Edelleuten abzustammen, was jedoch nicht bestätigt werden konnte.

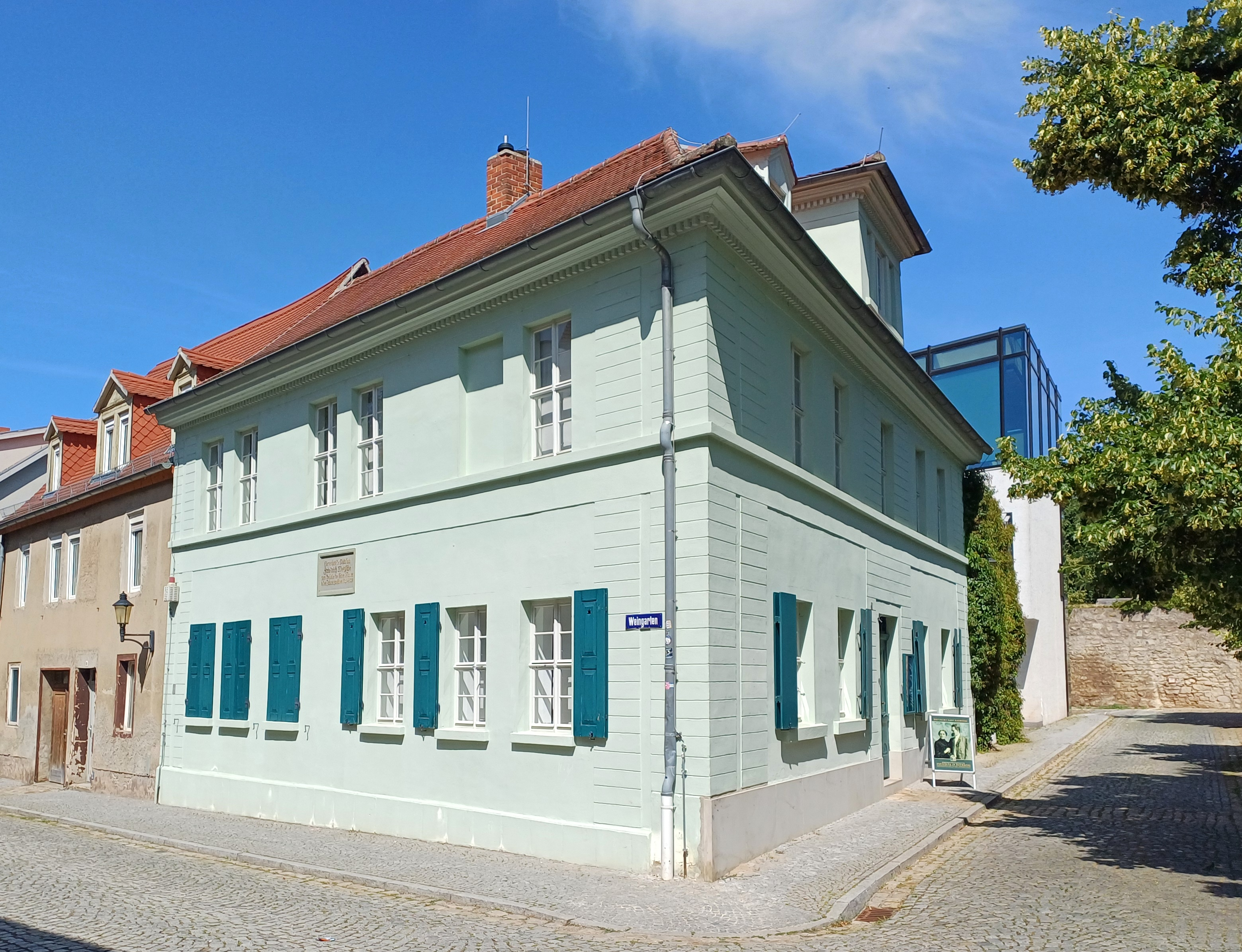
Nietzsches Wohnhaus in Naumburg

Die Schwester Elisabeth kam 1846 zur Welt. Nach dem Tod des Vaters 1849 und des jüngeren Bruders Ludwig Joseph (1848–1850) zog die Familie nach Naumburg. Der spätere Justizrat Bernhard Dächsel wurde formal zum Vormund der Geschwister Friedrich und Elisabeth bestellt.
Von 1850 bis 1856 lebte Nietzsche im „Naumburger Frauenhaushalt“, das heißt zusammen mit Mutter, Schwester, Großmutter, zwei unverheirateten Tanten väterlicherseits und dem Dienstmädchen. Erst die Hinterlassenschaft der 1856 verstorbenen Großmutter erlaubte der Mutter, für sich und ihre Kinder eine eigene Wohnung zu mieten. Der junge Nietzsche besuchte zunächst die allgemeine Knabenschule, fühlte sich dort allerdings so isoliert, dass man ihn auf eine Privatschule schickte, wo er erste Jugendfreundschaften mit Gustav Krug und Wilhelm Pinder, beide aus angesehenen Häusern, knüpfte. Ab 1854 besuchte er das Domgymnasium Naumburg und fiel bereits dort durch seine besondere musische und sprachliche Begabung auf. 1857 bereitete Pastor Gustav Adolf Oßwald, ein enger Freund seines Vaters, ihn in Kirchscheidungen für die Aufnahmeprüfung in Schulpforta vor. Am 5. Oktober 1858 wurde Nietzsche als Stipendiat in die Landesschule Pforta aufgenommen, wo er als bleibende Freunde Paul Deussen und Carl Freiherr von Gersdorff kennenlernte. Seine schulischen Leistungen waren sehr gut, in seiner Freizeit dichtete und komponierte er. In Schulpforta entwickelte sich zum ersten Mal seine eigene Vorstellung von der Antike und, damit einhergehend, eine Distanz zur kleinbürgerlich-christlichen Welt seiner Familie. In dieser Zeit lernte Nietzsche den älteren, einstmals politisch engagierten Dichter Ernst Ortlepp kennen, dessen Persönlichkeit den vaterlosen Knaben beeindruckte. Von Nietzsche besonders geschätzte Lehrer, mit denen er nach seiner Schulzeit noch in Verbindung blieb, waren Wilhelm Corssen, der spätere Rektor Diederich Volkmann und Max Heinze, der 1897, als Nietzsche entmündigt war, zu dessen Vormund bestellt wurde. Corssen hatte sich auch vor dem Kollegium dafür eingesetzt, dass Nietzsche, trotz einer schlechten Note in Mathematik, sein Abitur erhielt, indem er auf dessen besondere Begabung in den alten Sprachen und Deutsch verwies.
Gemeinsam mit seinen Freunden Pinder und Krug traf sich Nietzsche ab 1860 auf der Burgruine Schönburg, wo er mit ihnen über Literatur, Philosophie, Musik und Sprache diskutierte. Mit ihnen gründete er dort die künstlerisch-literarische Vereinigung „Germania“. Die Gründungsfeier fand am 25. Juli 1860 statt: „… bei Naumburger Rotwein (die Flasche zu 75 Pfennige) leisteten die drei sechzehnjährigen Vereinsmitglieder ihren Bundesschwur. Gedichte, Kompositionen, Abhandlungen mußten regelmäßig geliefert werden. Man wollte dann gemeinsam darüber diskutieren.“ Die Versammlungen fanden vierteljährlich statt. Auf ihnen wurden Vorträge gehalten. Es gab eine Gemeinschaftskasse, aus der Bücher beschafft wurden. Bereits in dieser Zeit entwickelte Nietzsche seine Leidenschaft für die Musik Richard Wagners. Zu Nietzsches frühen Werken, die vor dem Hintergrund der Schönburger Germania entstanden sind, zählen die Synodenvorträge, Kindheit der Völker, Fatum und Geschichte sowie Über das Dämonische in der Musik. 1863 wurde die Germania aufgelöst, nachdem Pinder und Krug ihr Interesse daran verloren hatten.

Im Wintersemester 1864/65 begann Nietzsche an der Universität Bonn das Studium der klassischen Philologie und der evangelischen Theologie unter anderem bei Wilhelm Ludwig Krafft. Zusammen mit Deussen wurde er Mitglied der Bonner Burschenschaft Frankonia. Er bestritt freiwillig eine Mensur, von welcher er einen Schmiss auf dem Nasenrücken zurückbehielt. Nach einem Jahr verließ er die Burschenschaft, weil ihm das Verbindungsleben missfiel. Neben seinem Studium vertiefte er sich in die Werke der Junghegelianer, darunter Das Leben Jesu von David Friedrich Strauß, Das Wesen des Christentums von Ludwig Feuerbach und Bruno Bauers Evangelienkritiken. Diese bestärkten ihn (zur großen Enttäuschung seiner Mutter) in dem Entschluss, das Theologiestudium nach einem Semester abzubrechen.

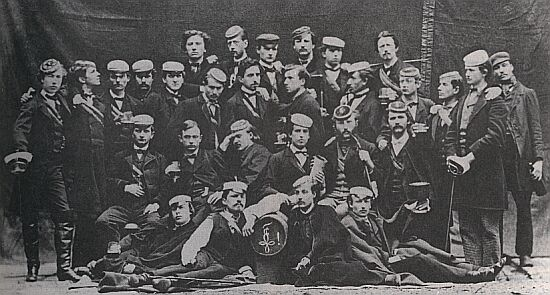
Nietzsche (links oberhalb des Fasses) im Kreise seiner Burschenschaft, 1865

Nietzsche wollte sich nun ganz auf die klassische Philologie konzentrieren, war jedoch mit seiner Lage in Bonn unzufrieden. Daher nahm er den Wechsel des Philologieprofessors Friedrich Ritschl an die Universität Leipzig (in Folge des Bonner Philologenstreits) zum Anlass, zusammen mit seinem Freund Gersdorff ebenfalls nach Leipzig zu ziehen. In den folgenden Jahren sollte Nietzsche zu Ritschls philologischem Musterschüler werden, obwohl er in Bonn noch dessen Konkurrenten Otto Jahn zugeneigt war. Ritschl war für Nietzsche zeitweise eine Vaterfigur, ehe später Richard Wagner diese Stelle einnahm.
Im Oktober 1865, kurz bevor Nietzsche das Studium in Leipzig aufnahm, verbrachte er zwei Wochen in Berlin bei der Familie seines Studienfreundes Hermann Mushacke. Dessen Vater hatte in den 1840er Jahren zu einem Debattierzirkel um Bruno Bauer und Max Stirner gehört. Dass Nietzsche bei diesem Besuch mit Stirners 1845 erschienenem Buch Der Einzige und sein Eigentum konfrontiert wurde, liegt nahe, lässt sich aber nicht belegen. Jedenfalls wandte Nietzsche sich unmittelbar danach einem Philosophen zu, der Stirner und dem Junghegelianismus denkbar fernstand: Arthur Schopenhauer. Ein weiterer Philosoph, den er in seiner Leipziger Zeit für sich entdeckte, war Friedrich Albert Lange, dessen Geschichte des Materialismus 1866 erschien. In erster Linie setzte Nietzsche jedoch zunächst sein philologisches Studium fort. In dieser Zeit knüpfte er eine enge Freundschaft mit seinem Kommilitonen Erwin Rohde. Mit diesem zusammen beteiligte er sich 1866 an der Gründung des Klassisch-Philologischen Vereins an der Universität Leipzig.

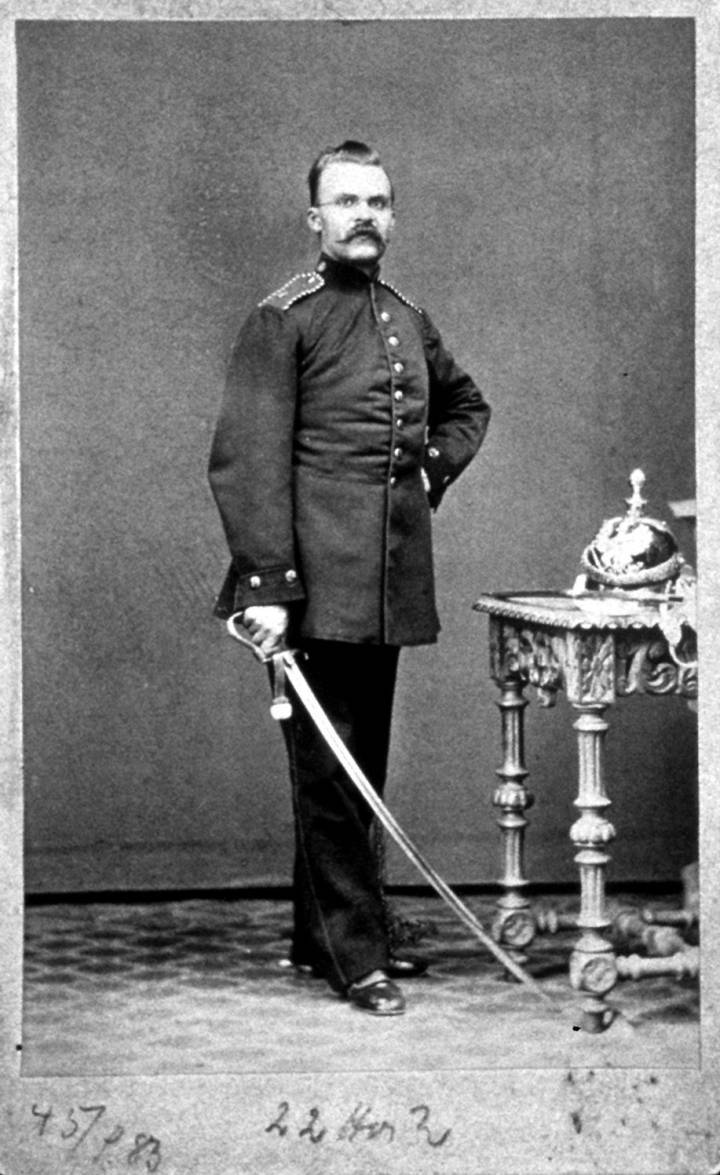
Nietzsche als Artillerist, 1868

Hatte er im Deutschen Krieg zwischen Preußen und Österreich, in dem das Königreich Sachsen auf österreichischer Seite stand und Leipzig preußisch besetzt wurde, als Student eine militärische Einberufung noch vermeiden können, musste Nietzsche 1867 seinen Wehrdienst bei der preußischen Armee ableisten und trat als Einjährig-Freiwilliger beim Feldartillerie-Regiment Nr. 55 in Naumburg ein. Als er nach einem schweren Reitunfall im März 1868 dienstunfähig geworden war, nutzte er die Zeit seiner Kur zu weiteren philologischen Arbeiten, die er in seinem letzten Studienjahr fortsetzte. Von großer Bedeutung wurde sein erstes Zusammentreffen mit Richard Wagner im Jahre 1868.

### Professor an der Universität Basel (1869–1879)

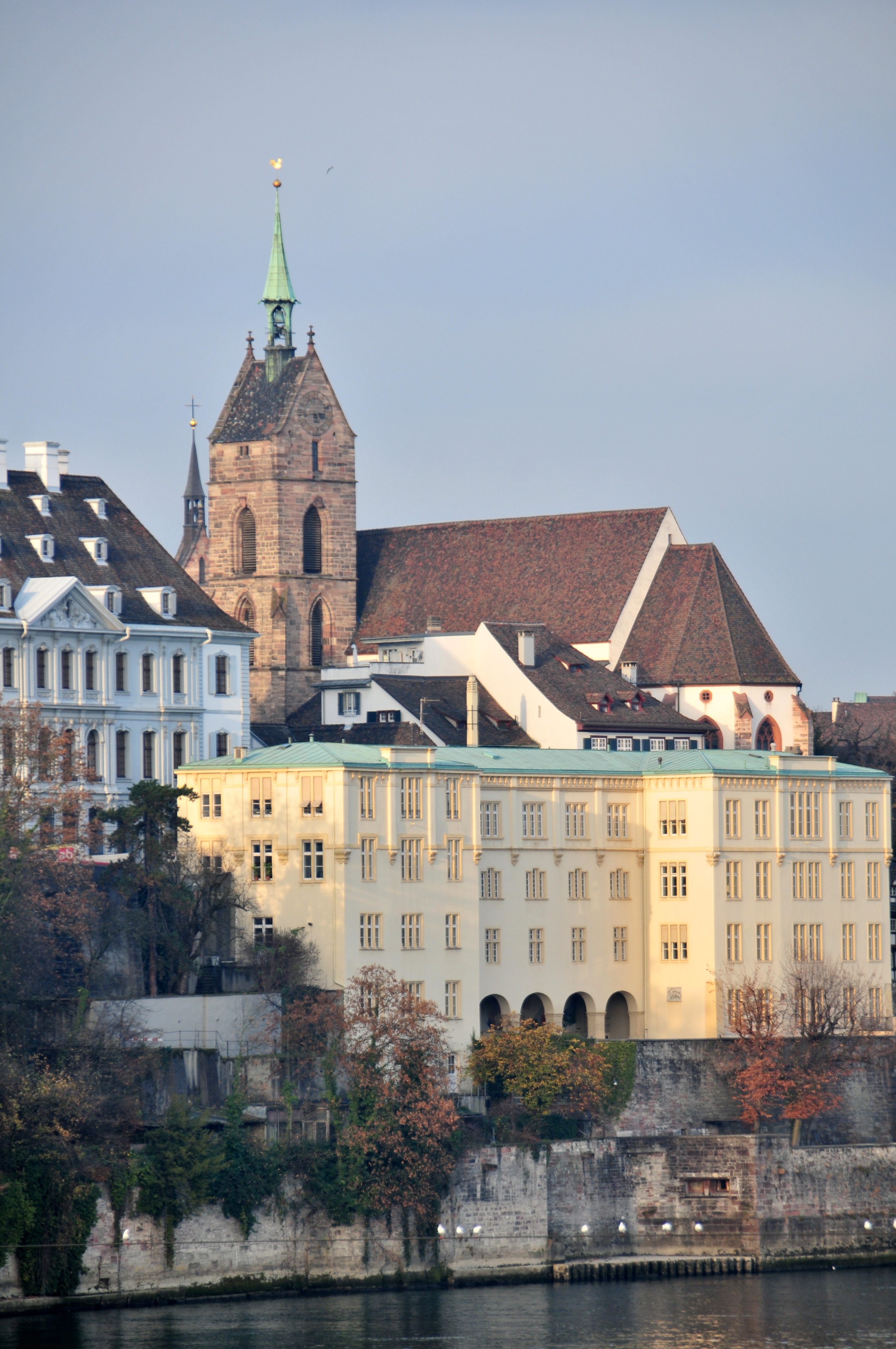
Hauptgebäude der Universität Basel, der ältesten Hochschule der Schweiz, an welche Friedrich Nietzsche im Jahr 1869 berufen wird

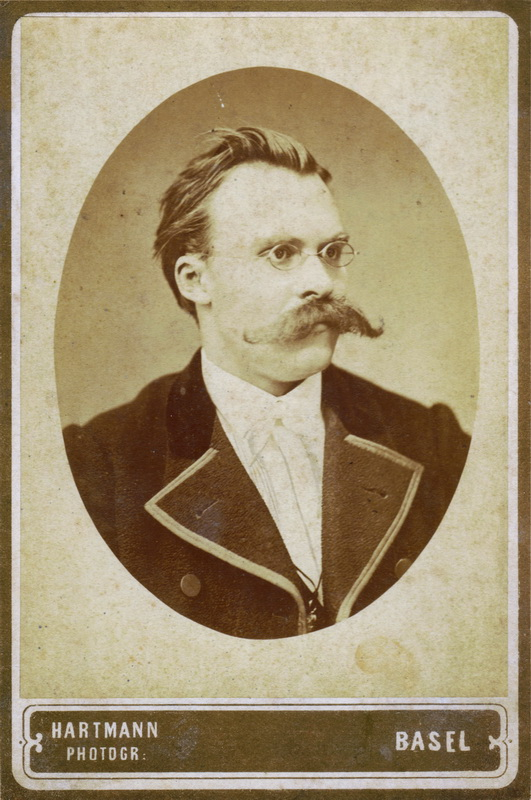
Nietzsche mit Brille (um 1872)

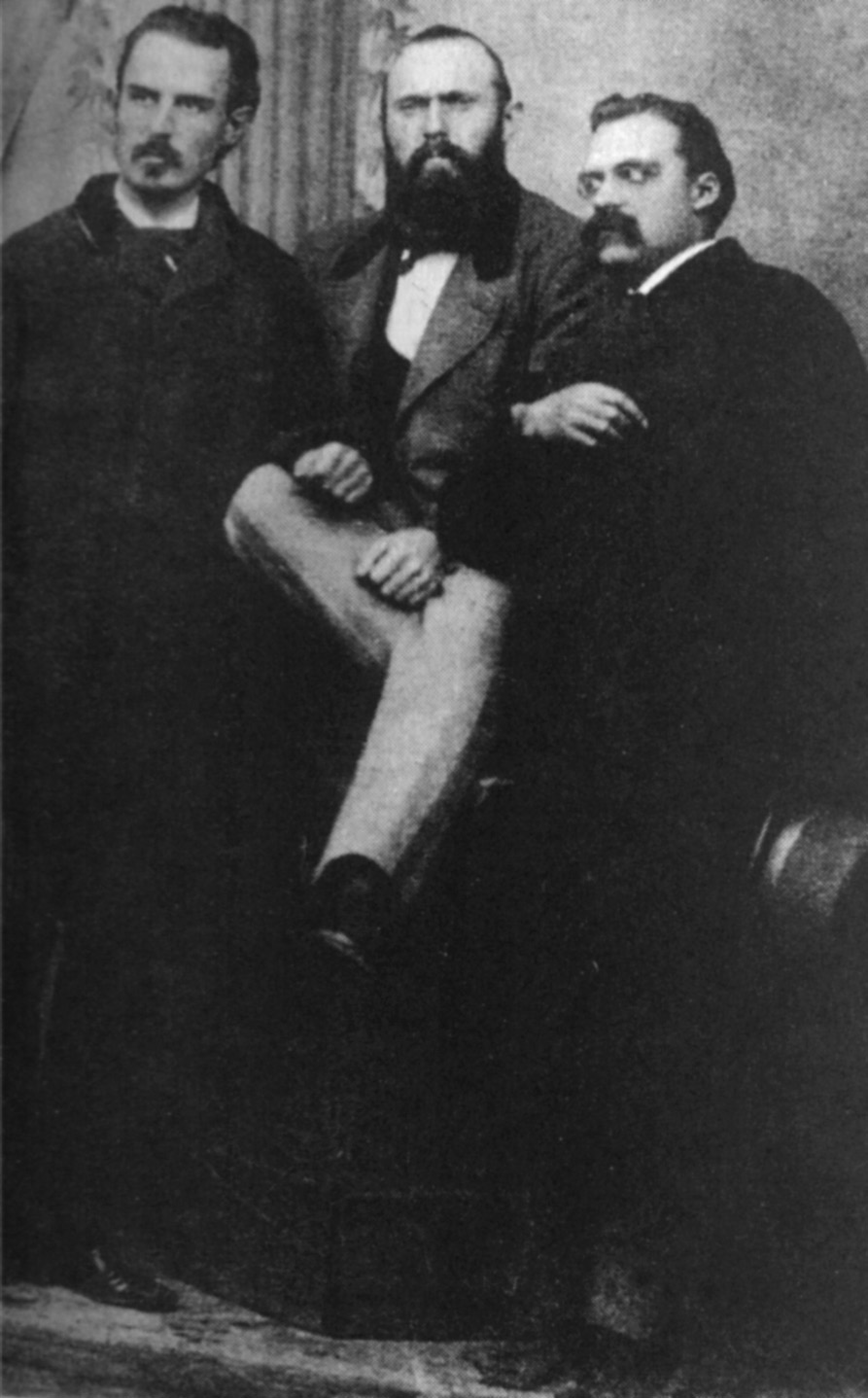
Erwin Rohde mit Carl von Gersdorff und Friedrich Nietzsche (v. l.), Oktober 1871 auf der Leipziger Messe

Auf Empfehlung seines Lehrers Friedrich Ritschl und auf Betreiben Wilhelm Vischer-Bilfingers wurde Nietzsche 1869 als besonderes altsprachliches Talent, jedoch ohne Promotion, zum außerordentlichen Professor für klassische Philologie an die kleine, damals finanzschwache Universität Basel berufen. Zu seiner Tätigkeit gehörte auch der Unterricht am traditionsreichen Basler Gymnasium am Münsterplatz. Als seine wichtigste Erkenntnis auf dem Gebiet der Philologie wird die Entdeckung des quantitierenden Prinzips angesehen, also die Erkenntnis, dass die antike Metrik, im Gegensatz zur modernen Metrik, ausschließlich auf der Länge von Silben basierte.
Auf eigenen Wunsch wurde Nietzsche nach seiner Übersiedlung nach Basel aus der preußischen Staatsbürgerschaft entlassen und blieb für den Rest seines Lebens staatenlos. Allerdings diente er im Deutsch-Französischen Krieg für kurze Zeit als Sanitäter auf deutscher Seite. In dieser Zeit zog er sich eine schwere Dysenterie- und Diphtherieerkrankung zu, deren Rekonvaleszenz von längerer Dauer war. Die Deutsche Reichsgründung und die anschließende Ära Otto von Bismarcks nahm er mit einer Portion Skepsis zur Kenntnis.
Wegen seiner schlechten gesundheitlichen Verfassung sah sich Nietzsche gezwungen, sich für den Rest des Wintersemesters 1875/1876 beurlauben zu lassen, was bald darauf zur Beendigung seiner Lehrtätigkeit führen sollte. In Basel begann 1870 die bis in die Zeit von Nietzsches geistiger Umnachtung andauernde Freundschaft zu Franz Overbeck, einem Theologieprofessor und späteren Rektor der Universität Basel. Nietzsche schätzte auch den älteren Kollegen Jacob Burckhardt, der ihm gegenüber jedoch distanziert blieb.
Bereits im Jahre 1868 hatte Nietzsche in Leipzig Richard Wagner und dessen spätere Frau Cosima kennengelernt. Er verehrte beide zutiefst und war seit Beginn seiner Zeit in Basel häufig Gast im Haus des „Meisters“ in Tribschen bei Luzern. Dieser nahm ihn zwar zeitweise mit in seinen Freundeskreis auf, sah in ihm aber vor allem einen Propagandisten für die Gründung seines Bayreuther Festspielhauses.
1872 veröffentlichte Nietzsche sein erstes größeres Werk, Die Geburt der Tragödie aus dem Geiste der Musik, eine Untersuchung über den Ursprung der Tragödie, in der er die traditionelle philologische Methode durch philosophische Spekulation ersetzte. Er entwickelte darin eine Art Kunstpsychologie, indem er die griechische Tragödie aus dem Begriffspaar apollinisch-dionysisch zu erklären versuchte. Die Schrift wurde von den meisten seiner Kollegen – unter anderem von Friedrich Ritschl – abgelehnt bzw. mit Schweigen übergangen. Aufgrund der Kritik Ulrich von Wilamowitz-Moellendorffs, der Nietzsche in seiner Streitschrift Zukunftsphilologie! unsauberes wissenschaftliches Arbeiten vorwarf, kam es zu einer kurzen öffentlichen Kontroverse, in der sein ehemaliger Studienkollege Erwin Rohde, inzwischen außerordentlicher Professor in Kiel, und Richard Wagner für Nietzsche Partei ergriffen. Nietzsche wurde sich seiner Sonderstellung in der Philologie zunehmend bewusst, weswegen er sich bereits 1871, allerdings vergeblich, um den freiwerdenden Basler philosophischen Lehrstuhl Gustav Teichmüllers bemüht hatte.
Im Jahre 1873 lernte Nietzsche Bertha Rohr (1848–1940) in Flims kennen und lieben.
Auch die vier Unzeitgemäßen Betrachtungen (1873–1876), in denen er eine von Schopenhauer und Wagner beeinflusste Kulturkritik übte, fanden nicht die erhoffte Resonanz. Im Umkreis Wagners hatte Nietzsche inzwischen Malwida von Meysenbug und Hans von Bülow kennengelernt, und auch begann die Freundschaft mit Paul Rée, dessen Einfluss ihn vom Kulturpessimismus seiner ersten Schriften abbrachte. Seine Enttäuschung über die ersten Bayreuther Festspiele von 1876, wo er sich von der Banalität des Schauspiels und der Niveaulosigkeit des Publikums abgestoßen fühlte, nahm Nietzsche zum Anlass, sich von Wagner zu entfernen. Seine frühere Leidenschaft schlug in Ablehnung und schließlich radikale Gegnerschaft um. Er distanzierte sich auch entschieden von Wagners antisemitischen Schriften und Äußerungen und sah die Juden aufgrund ihres Überlebens trotz einer langen Unterdrückungsgeschichte zu einer Führungsrolle in Europa berufen, bestritt jedoch gleichzeitig, dass sie in der Realität derartige Herrschaftspläne auch aktiv verfolgten.
Derselbe Prozess fand mit Schopenhauer statt. Nietzsche begann am 6. Dezember Philipp Mainländers 200 Seiten lange Kritik der Philosophie Schopenhauers zu lesen – wenige Tage später schrieb er, mit Schopenhauer gebrochen zu haben. Mit der Publikation von Menschliches, Allzumenschliches (1878) wurde die Entfremdung von Wagner und von der Schopenhauerschen Philosophie offenbar. Auch die Freundschaften zu Deussen und Rohde hatten sich inzwischen merklich abgekühlt. In dieser Zeit unternahm Nietzsche mehrere vergebliche Versuche, eine junge und vermögende Ehefrau für sich zu finden, worin er vor allem von der mütterlichen Gönnerin Malwida von Meysenbug unterstützt wurde. Außerdem nahmen die seit seiner Kindheit auftretenden Krankheiten (Migräneanfälle und Magenstörungen sowie eine starke Kurzsichtigkeit, die letztlich praktisch bis zur Blindheit führte) zu und zwangen ihn zu immer längeren Freistellungsphasen von seiner Lehrtätigkeit. 1879 ließ er sich deswegen schließlich vorzeitig pensionieren.

### Freier Philosoph (1879–1889)

Das Nietzsche-Haus Sils Maria, in dem Nietzsche während der Sommermonate 1881–1888 ein Zimmer bewohnte. Im Gebäude befindet sich seit 1960 ein Museum.

Getrieben von seinen Krankheiten auf der ständigen Suche nach für ihn optimalen Klimabedingungen, reiste er nun viel und lebte bis 1889 als freier Autor an verschiedenen Orten. Dabei lebte er vor allem von der ihm gewährten Pension; zudem erhielt er mitunter Zuwendungen von Freunden. Im Sommer hielt er sich meist in Sils-Maria, im Winter vorwiegend in Italien (Genua, Rapallo, Turin) und in Nizza auf. Hin und wieder besuchte er die Familie in Naumburg, wobei es mehrfach zu Zerwürfnissen und Versöhnungen mit seiner Schwester kam. Sein früherer Schüler Peter Gast (eigtl. Heinrich Köselitz) wurde zeitweilig zu einer Art Privatsekretär. Köselitz und Overbeck waren Nietzsches beständigste Vertraute.

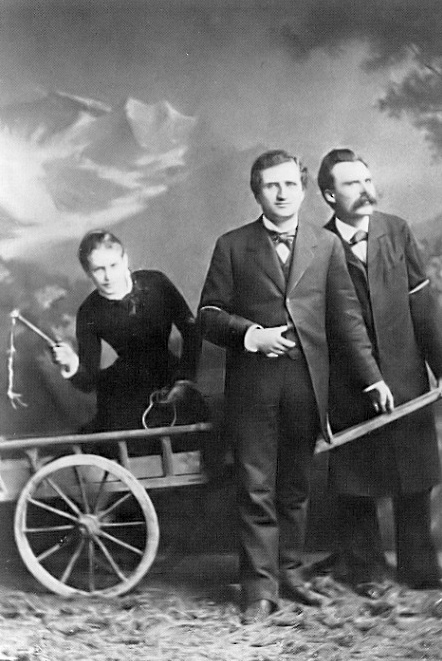
Lou von Salomé, Paul Rée und Nietzsche; von Nietzsche arrangierte Fotografie von Jules Bonnet, 1882

Aus dem Wagnerkreis war ihm vor allem Meysenbug als mütterliche Gönnerin erhalten geblieben. Kontakt hielt er außerdem mit dem Musikkritiker Carl Fuchs und zunächst auch mit Paul Rée. Anfang der 1880er erschienen mit Morgenröte und Die fröhliche Wissenschaft weitere Werke im aphoristischen Stil von Menschliches, Allzumenschliches.

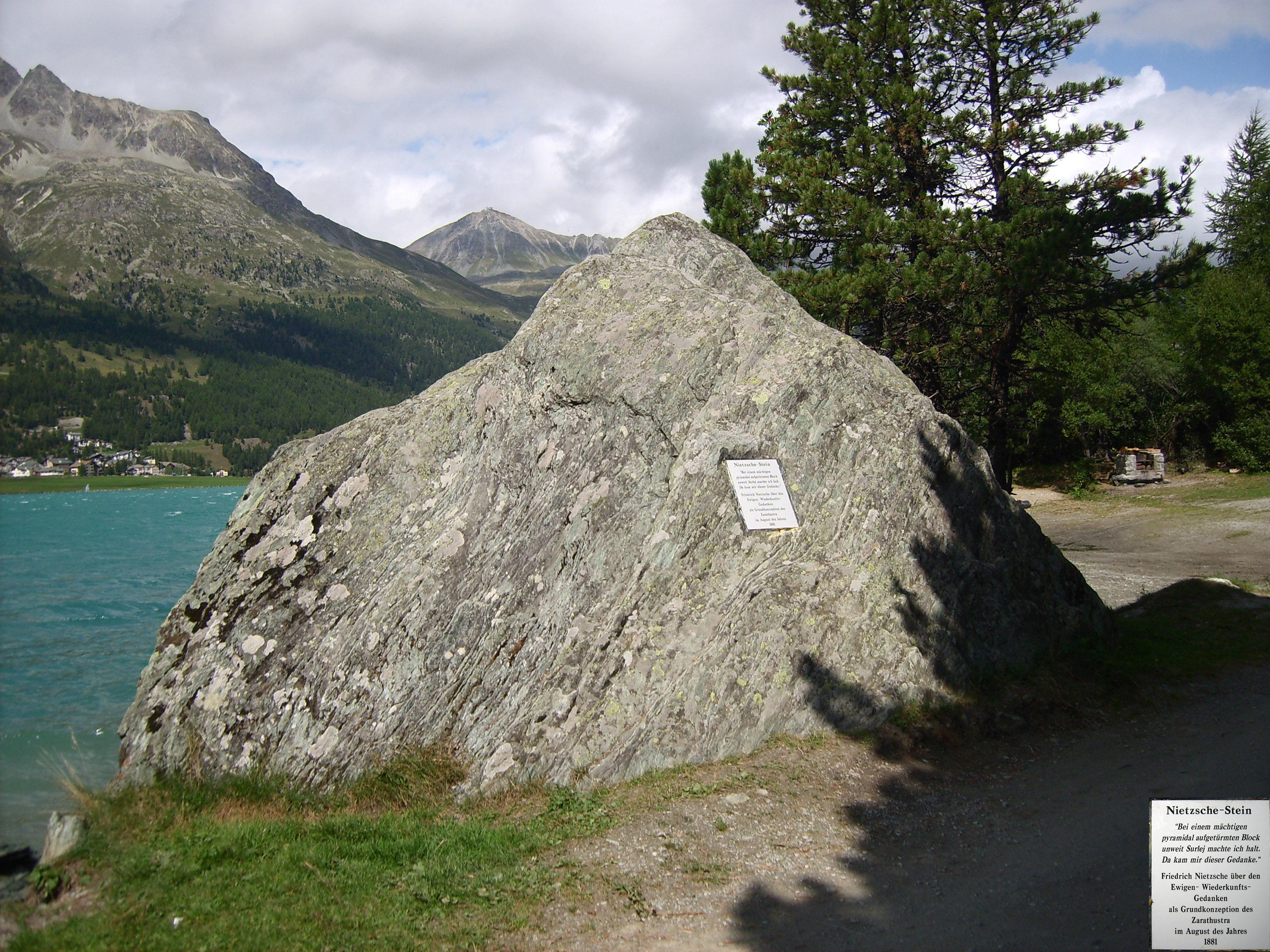
Der Nietzsche-Stein bei Surlej im Oberengadin. Der Stein soll Nietzsche nach eigenen Angaben 1881 zur Grundkonzeption des Zarathustra angeregt haben.

1882 lernte er durch Vermittlung von Meysenbug und Rée in Rom Lou von Salomé kennen. Nietzsche fasste schnell weitreichende Pläne für die „Dreieinigkeit“ mit Rée und Salomé. Die Annäherung an die junge Frau gipfelte in einem mehrwöchigen gemeinsamen Aufenthalt in Tautenburg, mit Nietzsches Schwester Elisabeth als Anstandsdame. Nietzsche sah in Salomé bei aller Wertschätzung weniger eine gleichwertige Partnerin als eine begabte Schülerin. Er verliebte sich in sie, hielt über den gemeinsamen Freund Rée um ihre Hand an, doch Salomé lehnte ab. Unter anderem aufgrund von Intrigen Elisabeths zerbrach die Beziehung zu Rée und Salomé im Winter 1882/1883. Nietzsche, der angesichts neuer Krankheitsschübe und seiner nunmehr beinahe vollständigen Isolation – mit Mutter und Schwester hatte er sich wegen Salomé überworfen – von Suizidgedanken geplagt wurde, flüchtete nach Rapallo, wo er in nur zehn Tagen den ersten Teil von Also sprach Zarathustra zu Papier brachte.
Die Gedanken zum dritten Teil entwickelte er bei seinem Aufenthalt im Bergdorf Èze in der Nähe von Nizza. Eine Straße und eine Gedenktafel erinnern an Nietzsches Tage in Èze.
Waren ihm schon nach dem Bruch mit Wagner und der Philosophie Schopenhauers nur wenige Freunde erhalten geblieben, so stieß der völlig neue Stil im Zarathustra selbst im engsten Freundeskreis auf Unverständnis, das allenfalls durch Höflichkeit überdeckt wurde. Nietzsche war sich dessen durchaus bewusst und pflegte seine Einsamkeit geradezu, wenn er auch oft darüber klagte. Den kurzzeitig gehegten Plan, als Dichter an die Öffentlichkeit zu treten, gab er auf. Daneben plagten ihn Geldsorgen, denn seine Bücher wurden so gut wie nicht gekauft. Den vierten Teil des Zarathustra gab er 1885 nur noch als Privatdruck mit einer Auflage von 40 Exemplaren heraus, die als Geschenk für „solche, die sich um ihn verdient machten“, gedacht waren und von denen Nietzsche letztlich lediglich sieben verschenkte.

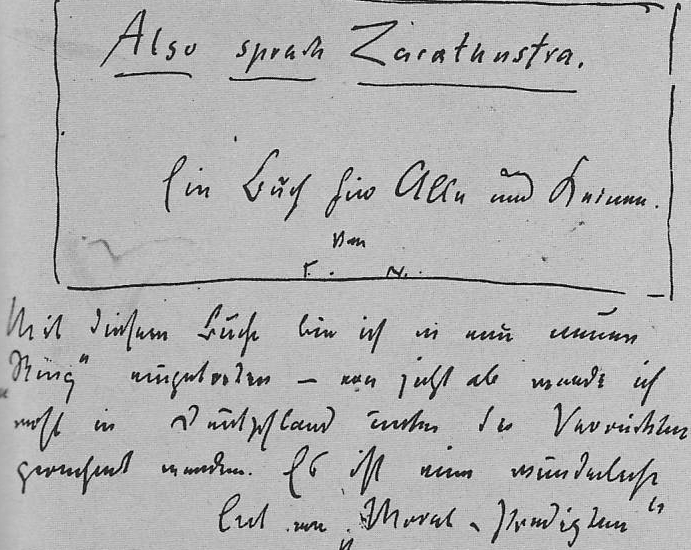
Nietzsche kündigt Heinrich Köselitz den Titel seines neuen Buchs an

1886 ließ er Jenseits von Gut und Böse auf eigene Kosten drucken. Mit diesem Buch und den 1886/87 erscheinenden Zweitauflagen von Geburt, Menschliches, Morgenröte und Fröhlicher Wissenschaft sah er sein Werk als vorerst abgeschlossen an und hoffte, dass sich bald eine Leserschaft entwickeln würde. Tatsächlich stieg das Interesse an Nietzsche, wenn auch sehr langsam und von ihm selbst kaum bemerkt.
Neue Bekanntschaften Nietzsches in diesen Jahren waren Meta von Salis und Carl Spitteler, auch ein Treffen mit Gottfried Keller war zustande gekommen. 1886 war seine Schwester, inzwischen verheiratet mit dem Antisemiten Bernhard Förster, nach Paraguay abgereist, um die „germanische“ Kolonie Nueva Germania zu gründen – ein Vorhaben, das Nietzsche lächerlich fand. Im brieflichen Kontakt setzte sich die Abfolge von Streit und Versöhnung fort, persönlich sollten sich die Geschwister aber erst nach Friedrichs Zusammenbruch wiedersehen.
Nietzsche hatte weiterhin mit wiederkehrenden schmerzhaften Anfällen zu kämpfen, die ein konstantes Arbeiten unmöglich machten. 1887 schrieb er in kurzer Zeit die Streitschrift Zur Genealogie der Moral. Er wechselte Briefe mit Hippolyte Taine, dann auch mit Georg Brandes, der Anfang 1888 in Kopenhagen die ersten Vorträge über Nietzsches Philosophie hielt.
Im selben Jahr schrieb Nietzsche fünf Bücher, teilweise aus umfangreichen Aufzeichnungen für das zeitweise geplante Werk Der Wille zur Macht. Sein Gesundheitszustand hatte sich vorübergehend gebessert, im Sommer war er in regelrechter Hochstimmung. Seine Schriften und Briefe ab Herbst 1888 jedoch lassen bereits auf seinen beginnenden Größenwahn schließen. Die Reaktionen auf seine Schriften, vor allem auf die Polemik Der Fall Wagner vom Frühjahr, wurden von ihm maßlos überbewertet. An seinem 44. Geburtstag entschloss er sich, nach der Vollendung der Götzen-Dämmerung und des zunächst zurückgehaltenen Antichrist, die Autobiographie Ecce homo zu schreiben. Im Dezember begann ein Briefwechsel mit August Strindberg. Nietzsche glaubte, kurz vor dem internationalen Durchbruch zu stehen, und versuchte, seine alten Schriften vom ersten Verleger zurückzukaufen. Er plante Übersetzungen in die wichtigsten europäischen Sprachen. Überdies beabsichtigte er die Veröffentlichung der Kompilation Nietzsche contra Wagner und der Gedichte Dionysos-Dithyramben.

### In geistiger Umnachtung (1889–1900)

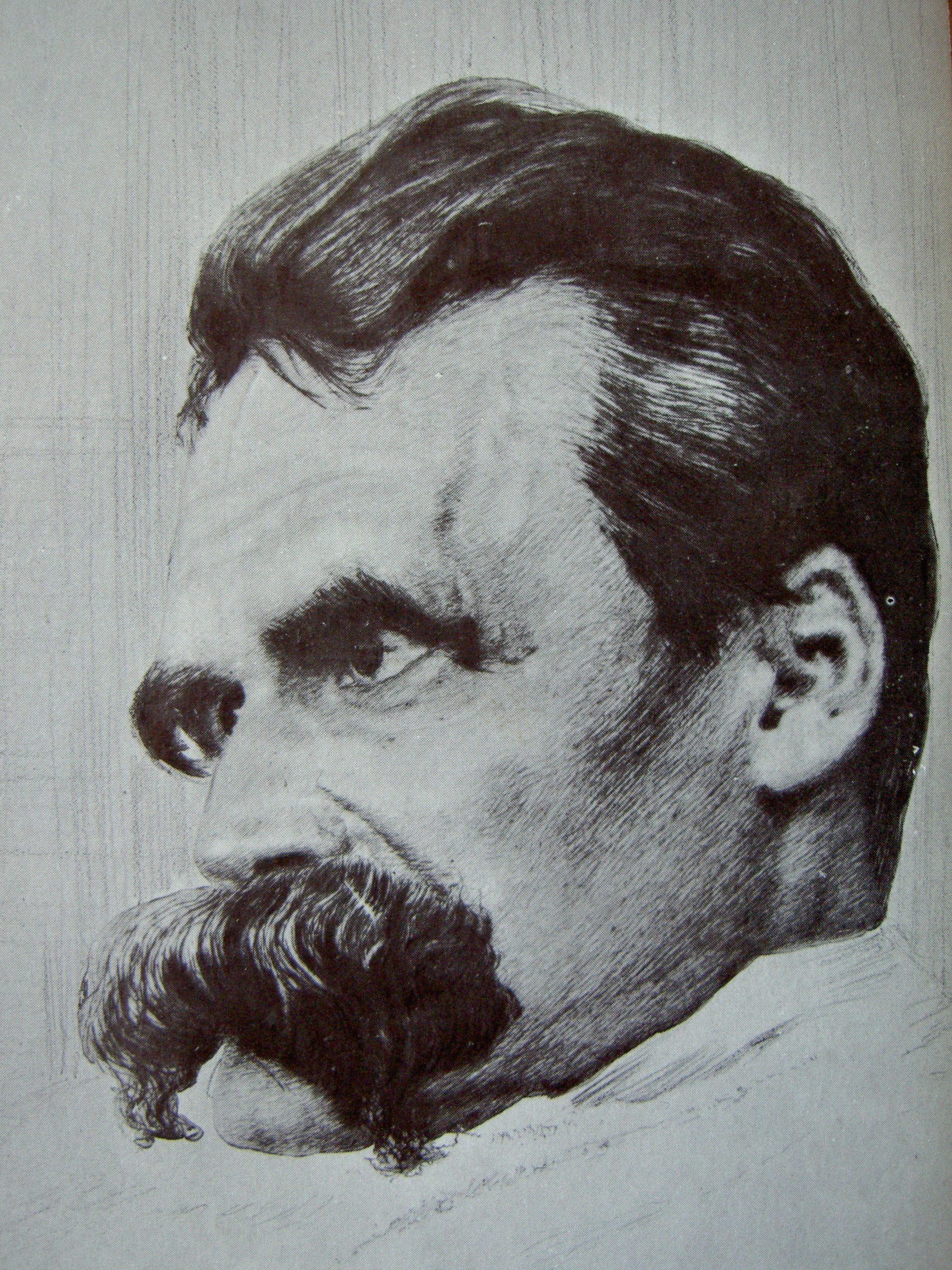
Kleiner Nietzsche-Kopf, Radierung von Hans Olde nach der Fotoserie Der kranke Nietzsche, 1899

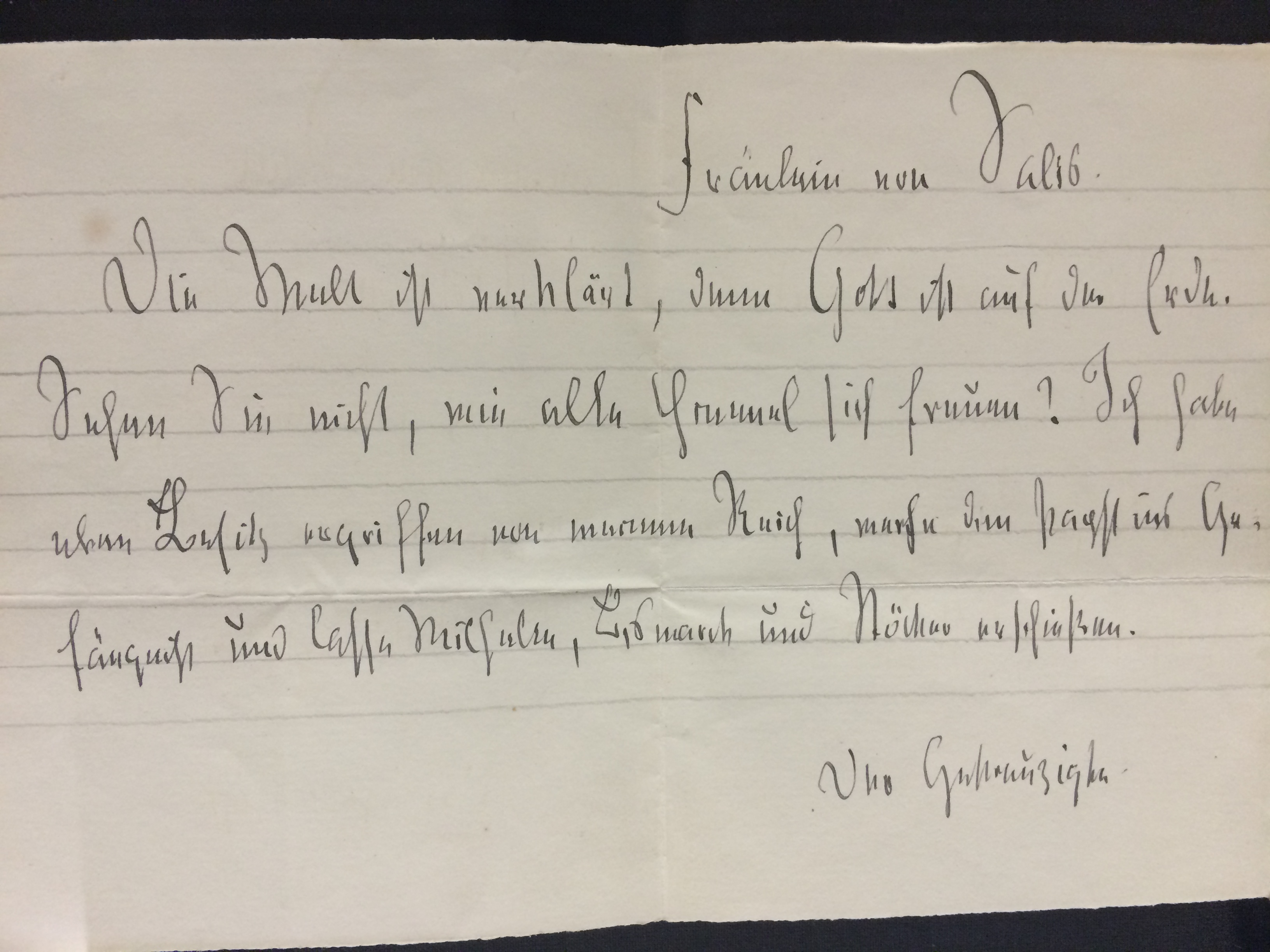
„Wahnzettel“ an Meta von Salis

Am 3. Januar 1889 erlitt er in Turin einen geistigen Zusammenbruch. Kleine Schriftstücke, sogenannte „Wahnzettel“ bzw. „Wahnbriefe“, die er an enge Freunde, aber zum Beispiel auch an Cosima Wagner oder Jacob Burckhardt und sogar Umberto I. von Italien sandte, waren von einer psychischen Erkrankung gezeichnet. Die Ursache für den Zusammenbruch wird seitdem immer wieder kontrovers diskutiert. Eine wichtige Frage ist, ob bereits vor diesem Zusammenbruch intermittierende Symptome auftraten und sich stilistisch niederschlugen oder ob der Zusammenbruch abrupt auftrat und von Vorerkrankungen wie Migräne und Asthenopie bei hochgradiger Myopie isoliert zu betrachten ist. Medizinhistorische Recherchen in Originalbefunden kamen früher in der Regel zum Ergebnis, dass Nietzsches Zusammenbruch sich am ehesten mit dem Quartärstadium einer Nervensyphilis erklären ließe.
Erneute Auswertungen relativieren diese Verdachtsdiagnose gleich mehrfach. Einerseits wurden die Krankheitsbilder Gonorrhoe und Syphilis damals noch nicht gegeneinander abgegrenzt und beide als Lues bezeichnet. Darüber hinaus wurden Demenz und auch Alzheimer erst nach Nietzsches Tod medizinisch definiert, daher stand diese Diagnosemöglichkeit zu seinen Lebzeiten nicht zur Verfügung. Die Krankheitssymptome decken sich aus heutiger Sicht auch mit der Diagnose der genetisch bedingten Erkrankung CADASIL, während die Zuschreibung einer Syphilis, basierend auf der Krankengeschichte, nicht bestätigt werden kann.

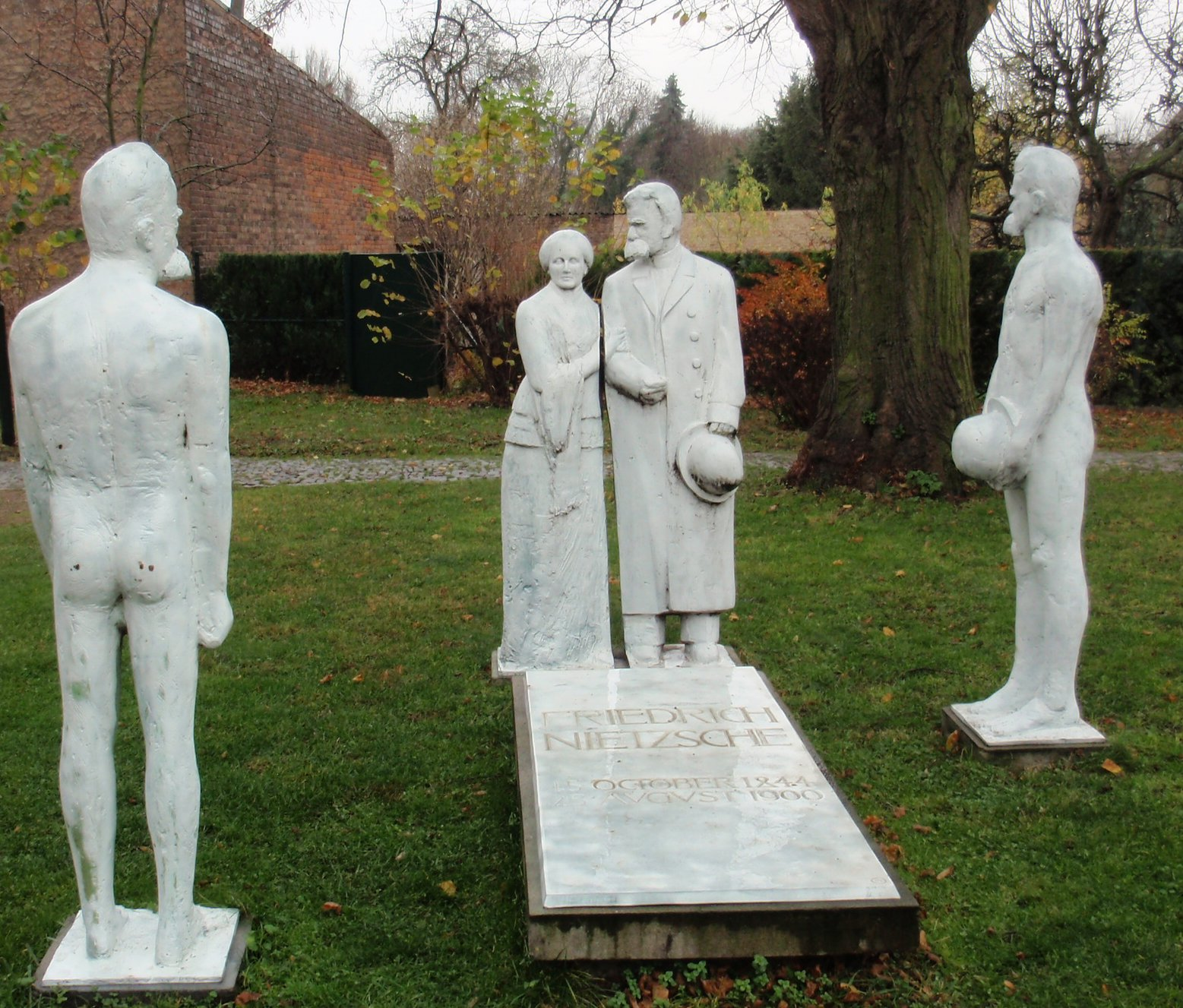
Skulpturengruppe „Röckener Bacchanal“ auf der Nordseite der Kirche in Röcken von Klaus Friedrich Messerschmidt von 2000. Das Grab befindet sich unweit davon auf der Südseite.

Der durch die Wahnzettel an Burckhardt und ihn selbst alarmierte Overbeck brachte Nietzsche zunächst in die von Ludwig Wille geleitete Irrenanstalt Friedmatt in Basel. Von dort brachte Nietzsches Mutter den inzwischen geistig vollständig Umnachteten in die Psychiatrische Universitätsklinik in Jena unter Leitung Otto Binswangers. Ein Heilungsversuch Julius Langbehns, der von sich aus Kontakt zur Mutter aufgenommen hatte, scheiterte. 1890 durfte die Mutter ihn schließlich bei sich in ihrem Haus in Naumburg aufnehmen. Zu dieser Zeit konnte er zwar gelegentlich kurze Gespräche führen, Erinnerungsfetzen hervorbringen und unter einige Briefe von der Mutter diktierte Grüße setzen, verfiel jedoch schnell und plötzlich in Wahnvorstellungen oder Apathie und erkannte auch alte Freunde nicht wieder.
Über das weitere Verfahren mit den teilweise noch ungedruckten Werken berieten zunächst Overbeck und Köselitz. Letzterer begann eine erste Gesamtausgabe. Gleichzeitig setzte eine erste Welle der Nietzsche-Rezeption ein.
Nietzsches Schwester Elisabeth kehrte nach dem Suizid ihres Mannes 1893 aus Paraguay zurück, ließ  die bereits gedruckten Bände der Köselitzschen Ausgabe einstampfen, gründete das Nietzsche-Archiv und übernahm von der betagten Mutter Zug um Zug die Kontrolle sowohl über den pflegebedürftigen Bruder als auch über dessen Nachlass und die Herausgabe seiner Werke. Mit Overbeck zerstritt sie sich, während sie Köselitz für eine weitere Zusammenarbeit gewinnen konnte.
Nietzsche selbst, dessen Verfall sich fortsetzte, bekam von alldem nichts mehr mit. Nach dem Tod seiner Mutter 1897, nachdem seine Schwester das Haus in Naumburg verkauft hatte, lebte er in der Villa Silberblick in Weimar, wo Elisabeth ihn pflegte. Ausgewählten Besuchern – etwa Rudolf Steiner – gewährte sie das Privileg, zu dem dementen Philosophen vorgelassen zu werden. So berichtete das Jenaer Volksblatt unter Berufung auf eine Naumburger Zeitung:

„Seine Lebensweise vergeht ganz nach ärztlicher Vorschrift, die seine Kost und Bedienung geregelt hat. Im Uebrigen sitzt er still in sich versunken da; nur wenn Straßen- oder Kinderlärm an sein Ohr dringt, äußert er unverständliche Laute, beruhigt sich aber wieder, wenn man ihm vorliest, ohne daß er freilich das Gelesene versteht. Sein Aussehen ist keineswegs ungesund, nur ist es etwas beschwerlich, ihn an- und auszukleiden, weil sich in letzter Zeit eine gewisse Ungelenkigkeit der Glieder bemerklich macht.“

Von Steiner stammt eine weitere, ausführliche Schilderung des umnachteten Nietzsche. Nach mehreren Schlaganfällen, die ebenfalls mit der Diagnose einer Nervensyphilis vereinbar sind (siehe oben), war Nietzsche teilweise gelähmt und konnte weder stehen noch sprechen. Am 25. August 1900, im Alter von 55 Jahren, starb er an Pneumonie und einem weiteren Schlaganfall in Weimar. Er wurde an der Röckener Dorfkirche im Familiengrab beigesetzt.

## Denken und Werk
Nietzsche begann sein Werk als Philologe, begriff sich selbst aber zunehmend als Philosoph oder als „freier Denker“. Er gilt als Meister der aphoristischen Kurzform und des mitreißenden Prosa-Stils. Die Werke sind zuweilen mit einer Rahmenhandlung, Vor- und Nachwort, Gedichten und einem „Vorspiel“ versehen. Einige Interpreten halten selbst die scheinbar wenig strukturierten Aphorismenbücher für geschickt „komponiert“.
Nietzsche hat wie kaum ein zweiter Denker die Freiheit der Methode und der Betrachtung gewählt. Eine definitive Einordnung seiner Philosophie in eine bestimmte Disziplin ist daher schwierig. Nietzsches Herangehensweise an die Probleme der Philosophie ist teils die des Künstlers, teils die des Wissenschaftlers und teils die des Philosophen. Viele Stellen seines Werks können auch als psychologisch bezeichnet werden, wobei dieser Begriff erst später seine heutige Bedeutung bekam. Zahlreiche Deuter sehen einen engen Zusammenhang zwischen seinem Leben und seinem denkerischen Werk, sodass über Nietzsches Leben und Persönlichkeit weit mehr geforscht und geschrieben wird, als dies bei anderen Philosophen der Fall ist.

### Übersicht zum Werk

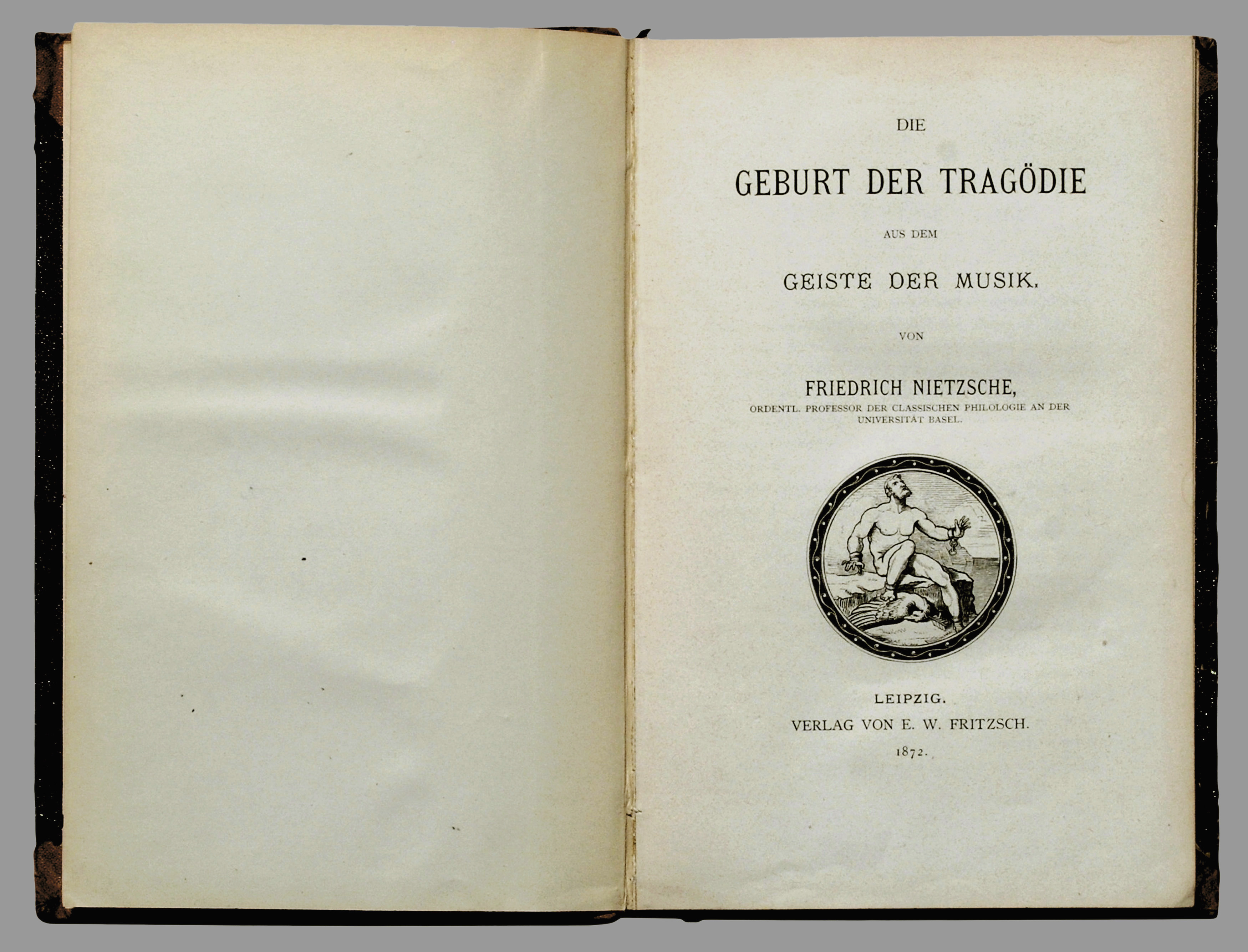
Titelblatt des Erstdrucks 1872

Oft wird Nietzsches Denken und Werk in bestimmte Perioden eingeteilt. Die folgende Aufteilung geht in Grundzügen auf Nietzsche selbst zurück und ist seit dem Nietzschebuch Lou Andreas-Salomés (1894) in ähnlicher Form von fast allen Interpreten verwendet worden.
- Die Wagnerianisch-Schopenhauerische Zeit (1872–1876), die vor allem im Zeichen dieser beiden Männer steht und romantische Einflüsse zeigt. Sie umfasst die Werke:
  - Die Geburt der Tragödie aus dem Geiste der Musik
  - Unzeitgemäße Betrachtungen in vier Teilen:
    - David Strauß, der Bekenner und der Schriftsteller
    - Vom Nutzen und Nachteil der Historie für das Leben
    - Schopenhauer als Erzieher
    - Richard Wagner in Bayreuth
- Die „freigeistige“ Zeit (1876–1882). Nietzsche löst sich zunehmend vom persönlichen Einfluss Wagners und von der philosophischen Prägung durch Schopenhauer. Vor allem zu Beginn dieser Periode steht die wissenschaftlich-empirische Erkenntnis im Vordergrund. Daher wird diese Phase in Nietzsches Werk auch oft als „positivistisch“ bezeichnet. An Stelle der früheren zusammenhängenden Abhandlungen treten jetzt Aphorismensammlungen, worin sich unter anderem der Einfluss der von Nietzsche sehr geschätzten französischen Moralisten widerspiegelt:
  - Menschliches, Allzumenschliches (mit zwei Fortsetzungen)
  - Morgenröte. Gedanken über die moralischen Vorurteile
  - Die fröhliche Wissenschaft.
- Das zentrale Werk Also sprach Zarathustra (1883–1885), in dem neue Lehren in symbolisch-dichterischer Sprache formuliert werden. Oft werden Also sprach Zarathustra und die Spätschriften zusammengefasst.
- Die späten Werke (1886–1889), in denen die bisherigen Ansätze weiter ausgeführt und zunehmend in polemische Schärfe gebracht werden. Neben Aphorismen und Sentenzen finden sich nun wieder längere Abhandlungen. Zu dieser Periode zählen:
  - Jenseits von Gut und Böse
  - Zur Genealogie der Moral
  - Der Fall Wagner und Nietzsche contra Wagner
  - Götzen-Dämmerung oder Wie man mit dem Hammer philosophirt
  - Der Antichrist
  - Ecce homo (Autobiographie, kann demselben Kreis zugerechnet werden).
  - Die Dionysos-Dithyramben wurden 1889 niedergeschrieben und erschienen 1891 als Anhang des vierten und letzten Teils von Also sprach Zarathustra.[36]

Es gibt allerdings einige Überschneidungen und Brüche in diesem Schema. So fügte Nietzsche den Zweitauflagen der Geburt der Tragödie und der Fröhlichen Wissenschaft von 1887 ein selbstkritisches Vorwort beziehungsweise ein fünftes Buch hinzu. Bedeutsam ist auch die erst 1896 erschienene Schrift Über Wahrheit und Lüge im außermoralischen Sinne aus dem Sommer 1873, in der Nietzsche viele seiner späteren Gedanken vorwegnimmt. Einige Themen – etwa das Verhältnis von Kunst und Wissenschaft – behandelt Nietzsche in allen Zeiträumen, wenn auch aus unterschiedlichen Perspektiven und mit entsprechend unterschiedlichen Antworten.

„Dieses Facsimile ist die getreue Reproduction eines von Nietzsche ursprünglich für das ‚Menschliche Allzumenschliche‘ bestimmten Epilogs.“

Neben seinen Werken in Prosa veröffentlichte Nietzsche Gedichte, in denen seine philosophischen Gedanken bald heiter, bald dunkel und schwermütig ausgedrückt werden. Sie hängen mit den Prosawerken zusammen: Die Idyllen aus Messina (1882) gingen in die zweite Auflage der Fröhlichen Wissenschaft ein, während einige der Dionysos-Dithyramben (1888/89) Überarbeitungen von Stücken aus Also sprach Zarathustra sind.
Lange Zeit umstritten war die Bedeutung von Nietzsches Nachlass, dessen Rezeption zudem von der fragwürdigen Publikation durch das Nietzsche-Archiv erschwert wurde (vergleiche Nietzsche-Ausgabe). Extrempositionen bezogen hier einerseits Karl Schlechta, der zumindest im vom Archiv publizierten Nachlass nichts fand, was nicht auch in Nietzsches veröffentlichten Werken zu finden sei; und andererseits etwa Alfred Baeumler und Martin Heidegger, die Nietzsches veröffentlichtes Werk nur als „Vorhalle“ sahen, während sich die „eigentliche Philosophie“ im Nachlass befinde. Inzwischen werden Nietzsches Nachgelassene Fragmente mehrheitlich als Ergänzung seiner veröffentlichten Werke begriffen und als Mittel gesehen, seine Denkwege und Entwicklungen besser nachzuvollziehen.
Nietzsches Denken ist auf viele unterschiedliche Weisen interpretiert worden. Es enthält Brüche, verschiedene Ebenen und fiktive Standpunkte lyrischer Personen („Ein Fälscher ist, wer Nietzsche interpretiert, indem er Zitate aus ihm benutzt. […] Im Bergwerk dieses Denkers ist jedes Metall zu finden: Nietzsche hat alles gesagt und das Gegenteil von allem.“, Giorgio Colli). Eine kanonische Wiedergabe ist sehr schwierig, erschwert besonders durch das Medium der gewählten Wiedergabe, den Aphorismus. Mithilfe dieser Textform gelang es Nietzsche die Verschiedenartigkeit der aufgeworfenen Aspekte und Einsichten von gängigen Voraussetzungen abzukoppeln und ineinander zu verschränken, jeden Moment gleichsam neu zu gestalten, dabei aber seinem Postulat treu zu bleiben, allen sokratischen Ordnungsansätzen sein „Mißtrauen hinsichtlich der Ergiebigkeit von Beweisketten“ auszusprechen.
Die Frage, ob das weitgehende Fehlen einer Systematik von Nietzsche beabsichtigt war, somit Ausdruck seiner Weltsicht ist, hat man in der Rezeption ausführlich diskutiert. Seit der zweiten Hälfte des 20. Jahrhunderts wird sie vorwiegend bejaht. Vergleiche hierzu unten den Abschnitt Kritik an Religion, Metaphysik und Erkenntnistheorie.

### Kritik der Moral
Eines der wichtigsten Objekte von Nietzsches Kritik spätestens seit Menschliches, Allzumenschliches ist die Moral im Allgemeinen und die christliche Moral im Besonderen. Nietzsche wirft der bisherigen Philosophie und Wissenschaft vor, herrschende Moralvorstellungen unkritisch übernommen zu haben; wahrhaftig freies und aufgeklärtes Denken habe sich dagegen, wie der Titel eines Buchs sagt, Jenseits von Gut und Böse zu stellen. Dies hätten alle abendländischen Philosophen seit Platon, insbesondere Kant, versäumt. Nietzsche untersucht oft Werturteile nicht auf ihre vermeintliche Gültigkeit hin, sondern beschreibt Zusammenhänge zwischen der Erschaffung von Werten durch einen Denker oder eine Gruppe von Menschen und deren biologisch-psychologischer Verfassung. Es geht ihm also um die Frage des Werts von moralischen Systemen überhaupt:

„Alle Wissenschaften haben nunmehr der Zukunfts-Aufgabe der Philosophen vorzuarbeiten: diese Aufgabe dahin verstanden, dass der Philosoph das Problem vom Werthe zu lösen hat, dass er die Rangordnung der Werthe zu bestimmen hat.“

Diese Form der Kritik auf einer Meta-Ebene ist ein typisches Kennzeichen von Nietzsches Philosophie. Vergleiche: Metaethik.
Er selbst führt diese Kritik mit Methoden der Geschichts-, Kultur- und Sprachwissenschaft exzessiv aus und legt dabei ein besonderes Augenmerk auf die Herkunft und Entstehung moralischer Denkweisen, etwa in Zur Genealogie der Moral. Wichtige Begriffe seiner Moralkritik sind:
Herren- und SklavenmoralHerrenmoral sei die Haltung der Herrschenden, die zu sich selbst und ihrem Leben Ja sagen könnten, während sie die anderen als „schlecht“ (Wortstamm: „schlicht“) abschätzig betrachteten. Sklavenmoral sei die Haltung der „Elenden […], Armen, Ohnmächtigen, Niedrigen […], Leidenden, Entbehrenden, Kranken, Hässlichen“, die zuerst ihr Gegenüber – die Herrschenden, Glücklichen, Ja-Sagenden – als „böse“ bewerteten und sich selbst dann als deren „guten“ Gegensatz ausmachten. Es sei vor allem die Moral des Christentums gewesen, die eine solche Sklavenmoral zum Teil selbst hervorgerufen, in jedem Fall aber begünstigt und dadurch zur herrschenden Moral gemacht habe.
RessentimentDies sei das Grundempfinden der Sklavenmoral. Aus Missgunst, Neid und Schwäche schüfen sich die „Missratenen“ eine imaginäre Welt (zum Beispiel das christliche Jenseits), in der sie selbst die Herrschenden sein und ihren Hass auf die „Vornehmen“ ausleben könnten.
Mitleid und MitfreudeWährend der Pessimist Schopenhauer Mitleid ins Zentrum seiner Ethik gestellt hat, um seine Philosophie der Verneinung des Lebens umzusetzen, drehte Nietzsche die These vom Mitleiden nach seinem Bruch mit der Schopenhauerschen Philosophie um: Weil das Leben zu bejahen sei, gelte das Mitleid – als Mittel zur Verneinung – als Gefahr. Es vermehre das Leiden in der Welt und stehe dem schöpferischen Willen entgegen, der immer auch vernichten und überwinden müsse – andere oder auch sich selbst. Aktive Mitfreude (im Gegensatz zum passiven Mitleid) oder eine grundsätzliche Lebensbejahung (amor fati) seien die höheren und wichtigeren Werte.
Solche Gedankengänge werden von Nietzsche zu einer immer radikaleren Kritik am Christentum, etwa in Der Antichrist, gebündelt. Dieses sei nicht nur nihilistisch in dem Sinne, dass es der sinnlich wahrnehmbaren Welt jeden Wert abspreche – eine Kritik, die in Nietzsches Verständnis auch den Buddhismus treffe –, sondern im Gegensatz zum Buddhismus auch aus Ressentiment geboren. Das Christentum habe jede höhere Art Mensch und jede höhere Kultur und Wissenschaft behindert. Carl Albrecht Bernoulli sieht Nietzsches Anti-Christentum als vornehmlich antisemitisch bestimmt und hebt hervor, dass da, wo er ehrlich spricht, „seine Urteile über die Juden allen Antisemitismus an Schärfe weit hinter sich lassen.“ In den späteren Schriften steigert Nietzsche die Kritik an allen bestehenden Normen und Werten: Sowohl in der bürgerlichen Moral als auch im Sozialismus und Anarchismus sieht er Nachwirkungen der christlichen Lehren am Werk. Die ganze Moderne leide an décadence. Dagegen sei nun eine „Umwertung aller Werte“ nötig. Wie genau allerdings die neuen Werte ausgesehen hätten, wird aus Nietzsches Werk nicht eindeutig klar. Diese Frage und ihr Zusammenhang mit den Aspekten des Dionysischen, des Willens zur Macht, des Übermenschen und der Ewigen Wiederkunft werden bis heute diskutiert. Die extremsten Aussagen Nietzsches zur Energie der Größe und zum Anti-Humanismus finden sich in einem Nachlass-Fragment von 1884: „Jene ungeheure Energie der Größe zu gewinnen, um, durch Züchtung und anderseits durch Vernichtung von Millionen Mißrathener, den zukünftigen Menschen zu gestalten und nicht zu Grunde zu gehen an dem Leid, das man schafft, und dessen Gleichen noch nie da war!“

### „Gott ist tot“ –Der europäische Nihilismus
Mit dem Stichwort „Gott ist tot“ wird oft die Vorstellung verbunden, dass Nietzsche den Tod Gottes beschworen oder herbeigewünscht habe. Tatsächlich verstand sich Nietzsche eher als Beobachter. Er analysierte seine Zeit, vor allem die seiner Auffassung nach inzwischen zu Ende gehende (christliche) Zivilisation. Er war zudem nicht der erste, der die Frage nach dem „Tod Gottes“ stellte. Bereits der junge Hegel äußerte diesen Gedanken und sprach von dem „unendlichen Schmerz“ als einem Gefühl, „worauf die Religion der neuen Zeit beruht – das Gefühl: Gott selbst ist tot“.
Die bedeutendste und meistbeachtete Stelle zu diesem Thema ist der Aphorismus 125 aus der Fröhlichen Wissenschaft mit dem Titel „Der tolle Mensch“. Der stilistisch dichte Aphorismus enthält Anspielungen auf klassische Werke der Philosophie und Tragödie. Dieser Text lässt den Tod Gottes als bedrohliches Ereignis erscheinen. Dem Sprecher darin graut vor der Schreckensvision, dass die zivilisierte Welt ihr bisheriges geistiges Fundament weitgehend zerstört habe:

„Wohin ist Gott?“ rief er, „ich will es euch sagen! Wir haben ihn getötet, – ihr und ich! Wir Alle sind seine Mörder! Aber wie haben wir dies gemacht? Wie vermochten wir das Meer auszutrinken? Wer gab uns den Schwamm, um den ganzen Horizont wegzuwischen? Was taten wir, als wir diese Erde von ihrer Sonne losketteten? Wohin bewegt sie sich nun? Wohin bewegen wir uns? Fort von allen Sonnen? Stürzen wir nicht fortwährend? Und rückwärts, seitwärts, vorwärts, nach allen Seiten? Gibt es noch ein Oben und ein Unten? Irren wir nicht wie durch ein unendliches Nichts? Haucht uns nicht der leere Raum an? Ist es nicht kälter geworden? Kommt nicht immerfort die Nacht und mehr Nacht? […] Gott ist tot! Gott bleibt tot! Und wir haben ihn getötet! Wie trösten wir uns, die Mörder aller Mörder? […] Ist nicht die Größe dieser Tat zu groß für uns? Müssen wir nicht selber zu Göttern werden, um nur ihrer würdig zu erscheinen?“ […] „Ich komme zu früh“, sagte er dann, „ich bin noch nicht an der Zeit. Dies ungeheure Ereignis ist noch unterwegs und wandert, – es ist noch nicht bis zu den Ohren der Menschen gedrungen.“

Das Wort vom Tod Gottes findet sich auch in den Aphorismen 108 und 343 der Fröhlichen Wissenschaft, und es taucht auch mehrmals in Also sprach Zarathustra auf, ein Beispiel: „Tot sind alle Götter: nun wollen wir, dass der Übermensch lebe.“ Danach verwendete Nietzsche es nicht mehr, befasste sich aber weiter intensiv mit dem Thema. Beachtenswert ist hier etwa das nachgelassene Fragment Der europäische Nihilismus (datiert 10. Juni 1887), in dem es heißt: „‚Gott‘ ist eine viel zu extreme Hypothese.“
Nietzsche kommt zu dem Schluss, dass mehrere mächtige Strömungen, vor allem das Aufkommen der Naturwissenschaften und der Geschichtswissenschaft, die christliche Weltanschauung unglaubwürdig machen und damit die christliche Zivilisation zu Fall bringen. Die Kritik der bestehenden Moral, wie Nietzsche selbst sie betreibt, mache die Moral hohl und unglaubwürdig und lasse sie schließlich zusammenbrechen. So steht Nietzsche einerseits in der Tradition der französischen Moralisten, wie etwa Montaigne oder La Rochefoucauld, die die Moral ihrer Zeit kritisieren, um zu einer besseren zu gelangen; andererseits betont er mehrfach, er bekämpfe nicht nur die Heuchelei von Moral, sondern die herrschenden „Moralen“ selbst – im Wesentlichen immer die christliche. In diesem Sinne bezeichnet er sich selbst als „Immoralisten“.
Es besteht weitgehende Übereinstimmung, dass Nietzsche sich nicht als Befürworter des Nihilismus verstand, sondern ihn als Möglichkeit in der [nach]christlichen Moral, vielleicht auch als eine geschichtliche Notwendigkeit sah. Über den Atheismus Nietzsches im Sinne des Nichtglaubens an einen metaphysischen Gott sagen diese Stellen wenig aus. (Siehe hierzu den Abschnitt Kritik an Religion, Metaphysik und Erkenntnistheorie.)
Bezüglich Nietzsches Denkentwicklung ist in der Forschung angemerkt worden, dass er sich ab 1869 zwar mit „nihilistischen“ Themen beschäftigte („Pessimismus, mit dem Nirvana und mit dem Nichts und Nichtsein“), aber eine begriffliche Verwendung von Nihilismus erstmalig in handschriftlichen Notizen Mitte 1880 stattfand. In diese Zeit fällt ein damals populärwissenschaftliches Werk (Nicolai Karlowitsch: Die Entwicklung des Nihilismus. Berlin 1880), welches anhand russischer Zeitungsberichte den sogenannten „Russischen Nihilismus“ rekonstruierte und für Nietzsches Terminologie bedeutend ist.

### Kunst und Wissenschaft
Das Begriffspaar „apollinisch-dionysisch“ wurde zwar schon von Schelling verwendet, fand aber erst durch Nietzsche Eingang in die Philosophie der Kunst. Mit den Namen der griechischen Götter Apollon und Dionysos bezeichnet Nietzsche in seiner frühen Schrift Die Geburt der Tragödie aus dem Geiste der Musik zwei gegensätzliche Prinzipien der Ästhetik. Apollinisch ist demnach der Traum, der schöne Schein, das Helle, die Vision, die Erhabenheit; dionysisch ist der Rausch, die grausame Enthemmung, das Ausbrechen einer dunklen Urkraft. In der attischen Tragödie ist Nietzsche zufolge die Vereinigung dieser Kräfte gelungen. Das „Ur-Eine“ offenbare sich dem Dichter dabei in der Form von dionysischer Musik und werde mittels apollinischer Träume in Bilder umgesetzt. Auf der Bühne sei die Tragödie durch den Chor geboren, der dem Dionysischen Raum gibt. Als apollinisches Element komme der Dialog im Vordergrund und der tragische Held hinzu.

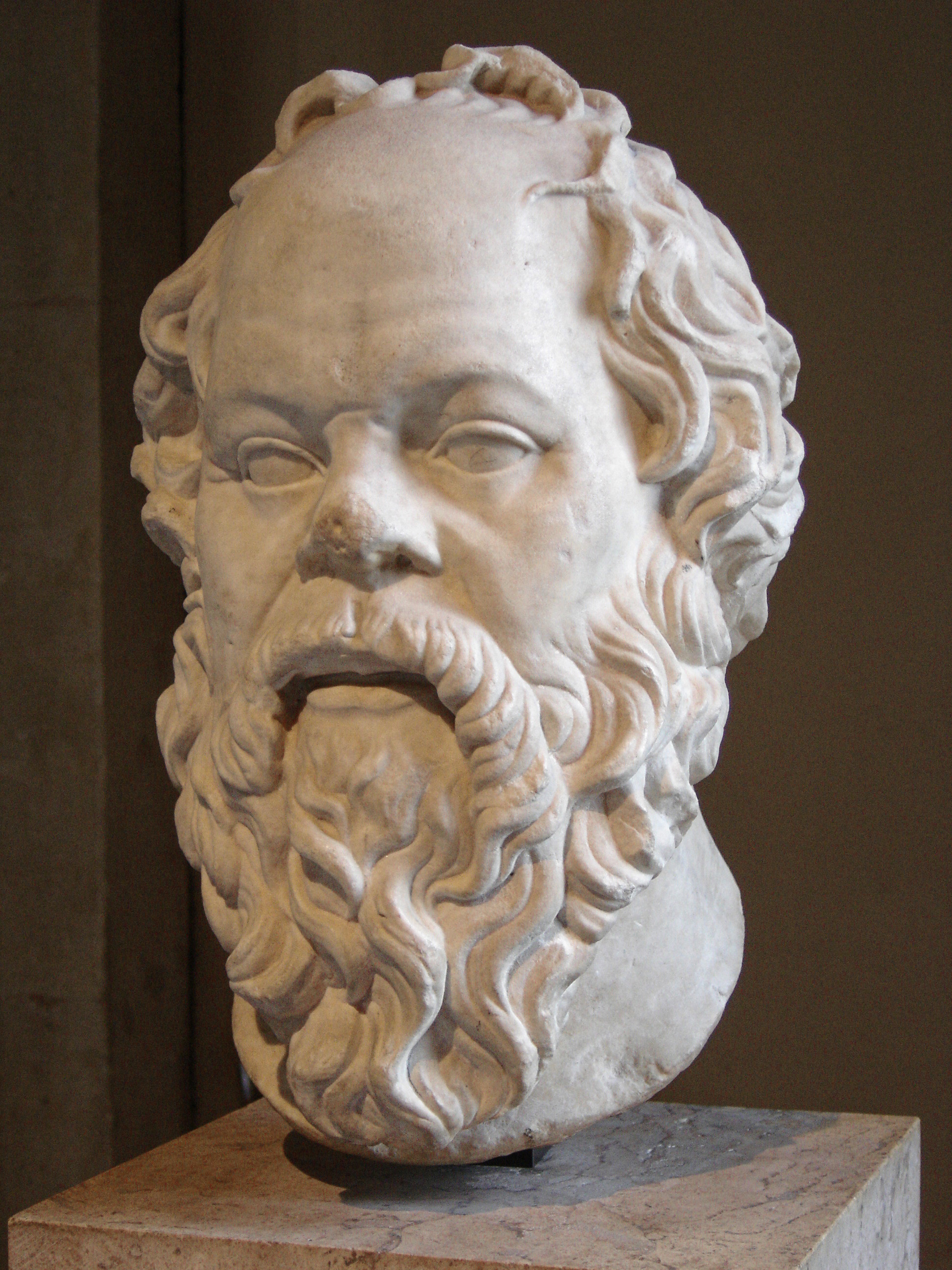
Sokrates habe die Wissenschaft über die Kunst gestellt und so zum Niedergang der griechischen Tragödie beigetragen.

Die griechische Tragödie sei durch Euripides und den Einfluss des Sokratismus zugrunde gegangen. Hierdurch sei vor allem das Dionysische, aber auch das Apollinische aus der Tragödie getrieben worden, sie selbst sei zu einem bloß dramatisierten Epos herabgesunken. Die Kunst habe sich in den Dienst des Wissens und sokratischer Klugheit gestellt und sei zur reinen Nachahmung geworden. Erst im Musikdrama Richard Wagners sei die Vereinigung der gegensätzlichen Prinzipien wieder gelungen.
In späteren Schriften rückt Nietzsche von dieser Position ab; insbesondere sieht er in den Werken Wagners jetzt keinen Neuanfang mehr, sondern ein Zeichen des Verfalls. In dessen letztem Werk Parsifal sieht er Wagner zurückfallen in den überwunden geglaubten christlichen Erlösungszustand. Auch seine grundsätzlichen ästhetischen Betrachtungen variiert er: In den Schriften der „positivistischen“ Periode tritt die Kunst deutlich hinter die Wissenschaft zurück. Nunmehr ist für Nietzsche „der wissenschaftliche Mensch die Weiterentwickelung des künstlerischen“ (Menschliches, Allzumenschliches), ja sogar „[d]as Leben ein Mittel der Erkenntnis“ (Die fröhliche Wissenschaft).
Erst nach Also sprach Zarathustra greift Nietzsche wieder deutlicher auf seine frühen ästhetischen Ansichten zurück. In einem Notizbuch von 1888 heißt es:

„Die Kunst und nichts als die Kunst! Sie ist die große Ermöglicherin des Lebens, die große Verführerin zum Leben, das große Stimulans des Lebens.“

In den späten Schriften entwickelt er auch den Begriff des Dionysischen weiter. Die Gottheit Dionysos dient zur Projektion mehrerer wichtiger Lehren, und Ecce homo schließt mit dem Ausruf: „Dionysos gegen den Gekreuzigten!“ Das Thema des Dionysos ist eine der entscheidenden Konstanten im Leben und Werk Nietzsches, von der Geburt der Tragödie bis zu seinen Wahnbriefen, die er unter anderem mit Dionysos oder Der Gekreuzigte unterschreibt und wo Cosima Wagner zu seiner Ariadne wird.

### Kritik an Religion, Metaphysik und Erkenntnistheorie
Mit der Kritik der Moral hängt eine Kritik bisheriger Philosophien zusammen. Gegen metaphysische und religiöse Konzepte ist Nietzsche grundsätzlich skeptisch. Die Möglichkeit einer metaphysischen Welt sei zwar nicht widerlegbar, aber sie gehe uns auch nichts an:

„Es ist wahr, es könnte eine metaphysische Welt geben; die absolute Möglichkeit davon ist kaum zu bekämpfen. […] aber Alles, was […] bisher metaphysische Annahmen werthvoll, schreckenvoll, lustvoll gemacht, was sie erzeugt hat, ist Leidenschaft, Irrthum und Selbstbetrug; die allerschlechtesten Methoden der Erkenntniss, nicht die allerbesten, haben daran glauben lehren. Wenn man diese Methoden, als das Fundament aller vorhandenen Religionen und Metaphysiken, aufgedeckt hat, hat man sie widerlegt. Dann bleibt immer noch jene Möglichkeit übrig; aber mit ihr kann man gar Nichts anfangen, geschweige denn, dass man Glück, Heil und Leben von den Spinnenfäden einer solchen Möglichkeit abhängen lassen dürfte. – Denn man könnte von der metaphysischen Welt gar Nichts aussagen, als ein Anderssein, ein uns unzugängliches, unbegreifliches Anderssein; es wäre ein Ding mit negativen Eigenschaften. – Wäre die Existenz einer solchen Welt noch so gut bewiesen, so stünde doch fest, dass die gleichgültigste aller Erkenntnisse eben ihre Erkenntniss wäre […]“

Alle metaphysischen und religiösen Spekulationen seien dagegen psychologisch erklärbar; sie hätten vor allem der Legitimation bestimmter Moralen gedient. Die jeweilige Art zu denken, die Philosophien der Philosophen sind nach Nietzsche aus deren körperlicher und geistiger Verfassung sowie ihren individuellen Erfahrungen abzuleiten.

„In der That, man thut gut (und klug), zur Erklärung davon, wie eigentlich die entlegensten metaphysischen Behauptungen eines Philosophen zu Stande gekommen sind, sich immer erst zu fragen: auf welche Moral will es (will er –) hinaus?“

Nietzsche wendet diese These auch in seinen Selbstanalysen an und weist wiederholt darauf hin, dass wir die Welt notwendigerweise stets perspektivisch wahrnehmen und auslegen. Schon die Notwendigkeit, sich in Sprache auszudrücken und damit Subjekte und Prädikate anzusetzen, sei eine vorurteilsbehaftete Auslegung des Geschehens (Über Wahrheit und Lüge im außermoralischen Sinne). Damit behandelte Nietzsche Fragen, die in Ansätzen von der modernen Sprachphilosophie wieder aufgenommen wurden.
Er würdigt die Skeptiker als den einzigen „anständigen Typus in der Geschichte der Philosophie“ (Der Antichrist) und äußert grundsätzliche Vorbehalte gegen jede Art von philosophischem System. Es sei unredlich zu meinen, die Welt lasse sich in eine Ordnung einpassen:

„Ich misstraue allen Systematikern und gehe ihnen aus dem Weg. Der Wille zum System ist ein Mangel an Rechtschaffenheit.“

In seiner Autobiographie Ecce homo beschreibt er ein letztes Mal sein Verhältnis zu Religion und Metaphysik:

„‚Gott‘, ‚Unsterblichkeit der Seele‘, ‚Erlösung‘, ‚Jenseits‘, lauter Begriffe, denen ich keine Aufmerksamkeit, auch keine Zeit geschenkt habe, selbst als Kind nicht – ich war vielleicht nie kindlich genug dazu? – Ich kenne den Atheismus durchaus nicht als Ergebnis, noch weniger als Ereignis: er versteht sich bei mir aus Instinkt. Ich bin zu neugierig, zu fragwürdig, zu übermütig, um mir eine faustgrobe Antwort gefallen zu lassen. Gott ist eine faustgrobe Antwort, eine Undelikatesse gegen uns Denker –, im Grunde sogar bloß ein faustgrobes Verbot an uns: ihr sollt nicht denken!“

### Weitere Gedanken
Genealogie

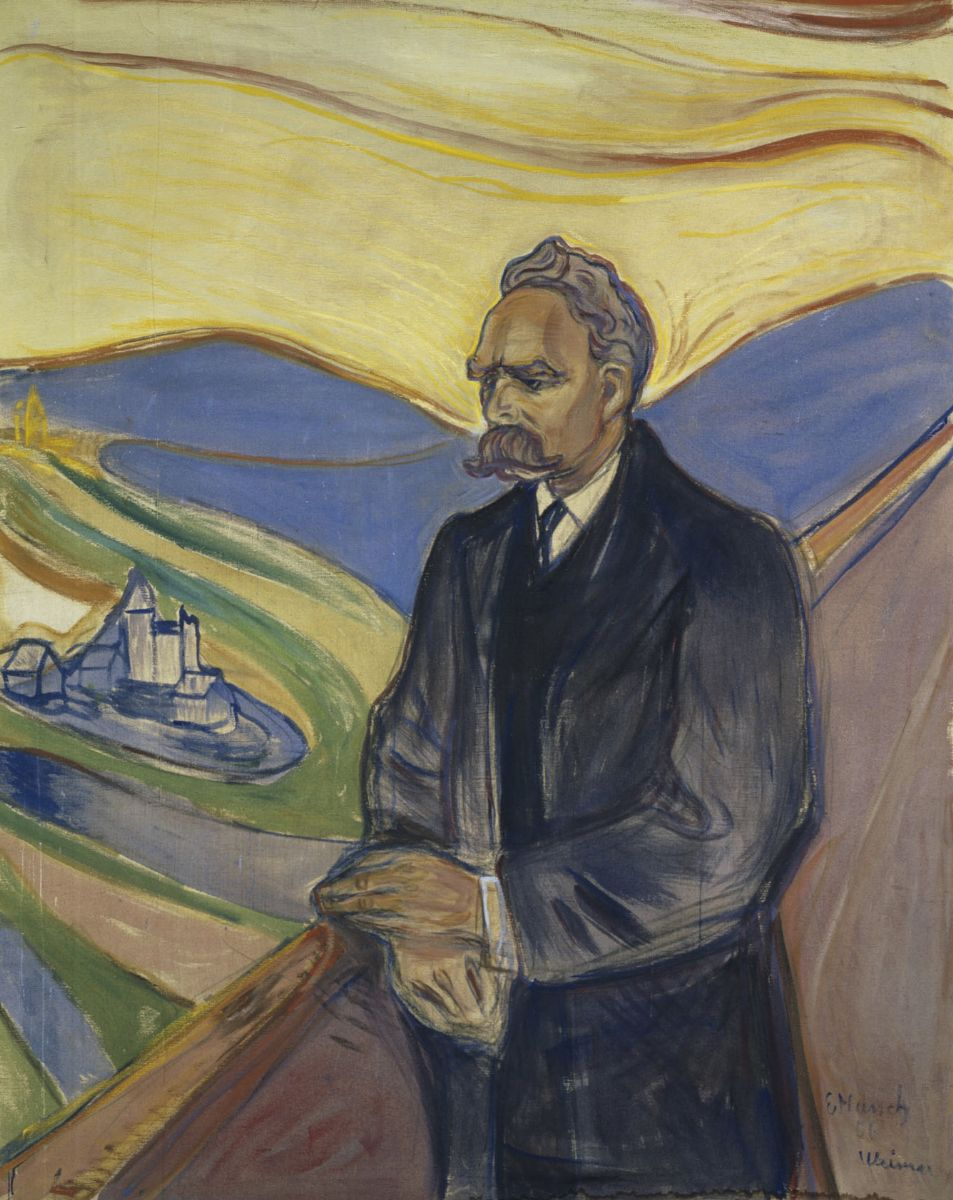
Friedrich Nietzsche. Gemälde von Edvard Munch aus dem Jahr 1906. Öl auf Leinwand, Thielska galleriet, Stockholm.

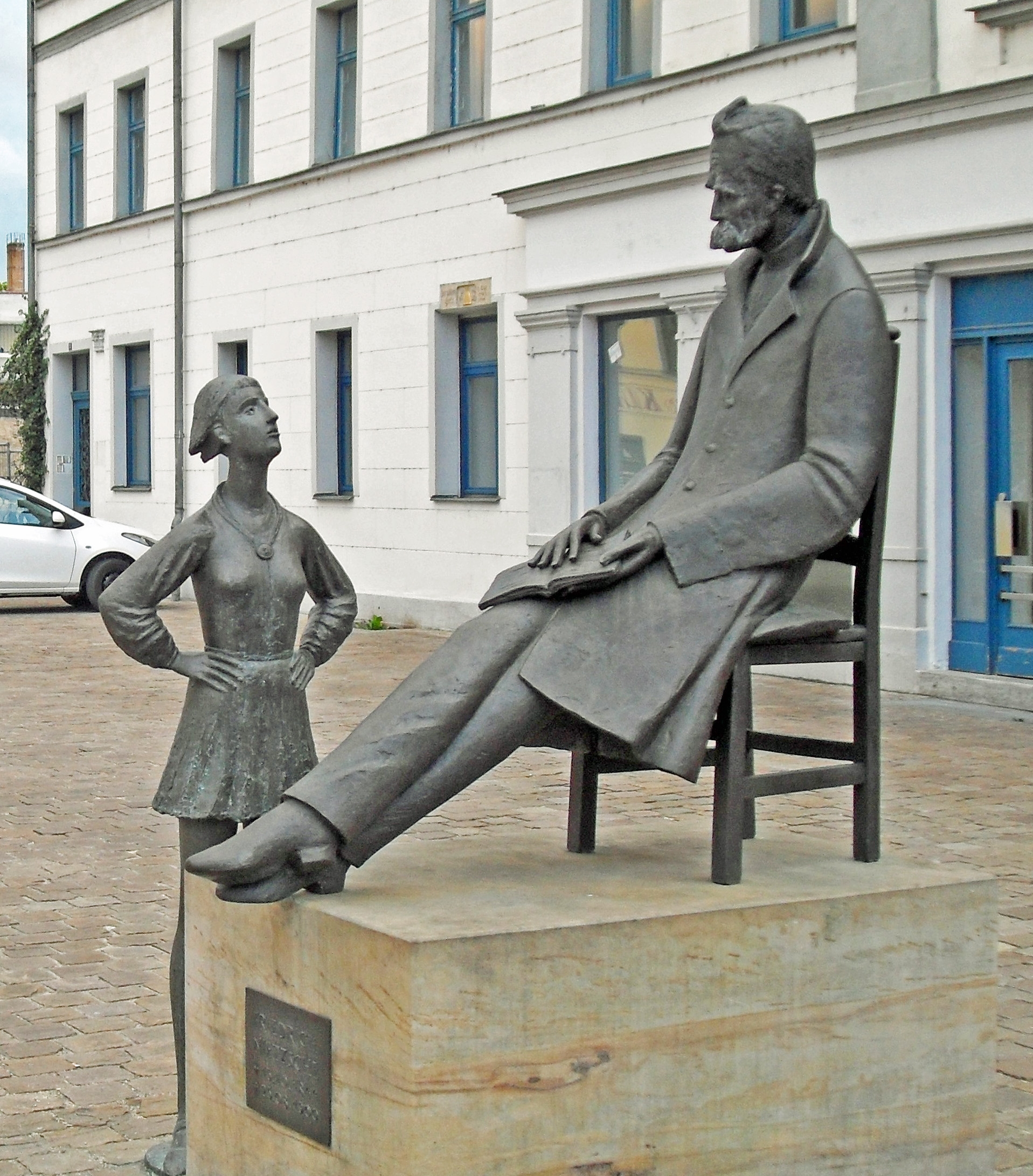
Nietzsche-Denkmal, Naumburg

In den Werken Nietzsches lässt sich zeigen, dass er schon in jungen Jahren einen Zugang zu den Themen der Metaphysik, der Religion und der Moral, später auch des Ästhetischen, aus einem historisch-kritischen Blickwinkel forderte. Alle Erklärungsmuster, die auf etwas Transzendentes, Unbedingtes, Universales abzielen, seien nichts als Mythen, die in der Geschichte der Erkenntnisentwicklung jeweils auf der Grundlage des Wissens ihrer Zeit entstanden seien. Dieses aufzudecken sei Aufgabe der modernen Wissenschaft und Philosophie. In diesem Sinne verstand sich Nietzsche als Verfechter eines radikalen Aufklärungsgedankens. „[…] erst nachdem wir die historische Betrachtungsart, welche die Zeit der Aufklärung mit sich brachte, in einem so wesentlichen Puncte corrigirt haben, dürfen wir die Fahne der Aufklärung — die Fahne mit den drei Namen: Petrarca, Erasmus, Voltaire — von Neuem weiter tragen. Wir haben aus der Reaction einen Fortschritt gemacht.“ Den Begriff der Genealogie verwendete er erstmals im Titel der Genealogie der Moral. Die Methodik wird dort insbesondere in der zweiten Abhandlung in den Abschnitten 12 bis 14 ausgeführt. Die dahinter stehende Methode beschrieb und praktizierte er bereits in Menschliches, Allzumenschliches (Aphorismen 1 und 2), und bereits in der Zweiten Unzeitgemäßen Betrachtung reflektierte er den Wert des Historischen kritisch, zeigte dessen Grenzen, aber auch seine Unhintergehbarkeit. Genealogie bedeutet für Nietzsche nicht historische Forschung, sondern kritische Erklärung von Gegenwartsphänomenen anhand von (spekulativen) theoretischen Ableitungen aus der Geschichte. Im Mittelpunkt steht eine „Deplausibilisierung“ bisheriger Narrative in Philosophie, Theologie und den kulturwissenschaftlichen Fragen durch historisch gestützte psychologische Thesen. Großen Einfluss hatte dieses Konzept Nietzsches auf Michel Foucault. Josef Simon setzte die Methode mit der modernen Dekonstruktion gleich.
Perspektivismus
Aus seiner Kritik von Metaphysik, Erkenntnistheorie, Moralphilosophie und Religion heraus entwickelte Nietzsche selbst ein pluralistisches Weltbild. Indem er die Welt und auch den Menschen als einen im ständigen Werden befindlichen Organismus auffasste, in dem eine Vielzahl von Elementen im ständigen Gegeneinander ihrer Kräfte danach ringt, sich durchzusetzen, löste er sich vom traditionellen Substanzdenken und von jeglichen kausal-mechanistischen sowie teleologischen Erklärungen. „Alle Einheit ist nur als Organisation und Zusammenspiel Einheit: nicht anders als wie ein menschliches Gemeinwesen eine Einheit ist: also Gegensatz der atomistischen Anarchie; somit ein Herrschafts-Gebilde, das Eins bedeutet, aber nicht eins ist.“ In diesem Organismus als Totalität wirken die verschiedensten Kräfte im Kampf gegeneinander; sie folgen ihrem jeweiligen Willen zur Macht (s. u.). „Leben wäre zu definiren als eine dauernde Form von Prozeß der Kraftfeststellungen, wo die verschiedenen Kämpfenden ihrerseits ungleich wachsen.“ Jeder Organismus führt seinen Kampf aus seiner eigenen Perspektive.

„Seien wir zuletzt, gerade als Erkennende, nicht undankbar gegen solche resolute Umkehrungen der gewohnten Perspektiven und Werthungen, mit denen der Geist allzulange scheinbar freventlich und nutzlos gegen sich selbst gewüthet hat: dergestalt einmal anders sehn, anders-sehn-wollen ist keine kleine Zucht und Vorbereitung des Intellekts zu seiner einstmaligen ‚Objektivität‘, – letztere nicht als ‚interesselose Anschauung‘ verstanden (als welche ein Unbegriff und Widersinn ist), sondern als das Vermögen, sein Für und Wider in der Gewalt zu haben und aus- und einzuhängen: so dass man sich gerade die Verschiedenheit der Perspektiven und der Affekt-Interpretationen für die Erkenntniss nutzbar zu machen weiss […] Es giebt nur ein perspektivisches Sehen, nur ein perspektivisches ‚Erkennen‘; und je mehr Affekte wir über eine Sache zu Worte kommen lassen, je mehr Augen, verschiedne Augen wir uns für dieselbe Sache einzusetzen wissen, um so vollständiger wird unser ‚Begriff‘ dieser Sache, unsre ‚Objektivität‘ sein. Den Willen aber überhaupt eliminiren, die Affekte sammt und sonders aushängen, gesetzt, dass wir dies vermöchten: wie? hiesse das nicht den Intellekt castriren?“

Die subjektive Sicht, die zur Perspektive führt, bedeutet nun weder Willkür noch Relativismus. Die jeweils eingenommene Perspektive führt vielmehr dazu, dass der Mensch die Welt, wie sie ihm erscheint, zu einem Bild, zu einer Interpretation zusammenfügt.

„Daß der Werth der Welt in unserer Interpretation liegt (– daß vielleicht irgendwo noch andere Interpretationen möglich sind als bloß menschliche –) daß die bisherigen Interpretationen perspektivische Schätzungen sind, vermöge deren wir uns im Leben, das heißt im Willen zur Macht, zum Wachsthum der Macht erhalten, daß jede Erhöhung des Menschen die Überwindung engerer Interpretationen mit sich bringt, daß jede erreichte Verstärkung und Machterweiterung neue Perspektiven aufthut und an neue Horizonte glauben heißt—dies geht durch meine Schriften.“

Wille zur Macht
Der „Wille zur Macht“ ist erstens ein Konzept, das zum ersten Mal in Also sprach Zarathustra vorgestellt und in allen nachfolgenden Büchern zumindest am Rande erwähnt wird. Seine Anfänge liegen in den psychologischen Analysen des menschlichen Machtwillens in der Morgenröte. Umfassender führte es Nietzsche in seinen nachgelassenen Notizbüchern ab etwa 1885 aus.
Zweitens ist es der Titel eines von Nietzsche auch als Umwertung aller Werte geplanten Werks, das nie zustande kam. Aufzeichnungen dazu finden sich zunächst im geplanten Projekt Magnum in parvo: Eine Philosophie im Auszug und wurden zu zwei Dritteln in die Götzen-Dämmerung und zu einem Drittel in Der Antichrist übernommen.
Drittens ist es der Titel einer Nachlasskompilation von Elisabeth Förster-Nietzsche und Peter Gast, die nach Ansicht dieser Herausgeber dem unter Punkt zwei geplanten „Hauptwerk“ entsprechen soll.
Die Deutung des Konzepts „Wille zur Macht“ ist stark umstritten. Für Martin Heidegger war es Nietzsches Antwort auf die metaphysische Frage nach dem „Grund alles Seienden“: Laut Nietzsche sei alles „Wille zur Macht“ im Sinne eines inneren, metaphysischen Prinzips, so wie dies bei Schopenhauer der „Wille (zum Leben)“ ist. Die entgegengesetzte Meinung vertrat Wolfgang Müller-Lauter: Danach habe Nietzsche mit dem „Willen zur Macht“ keineswegs eine Metaphysik im Sinne Heideggers wiederhergestellt – Nietzsche war ja gerade Kritiker jeder Metaphysik –, sondern den Versuch unternommen, eine in sich konsistente Deutung allen Geschehens zu geben, die die nach Nietzsche irrtümlichen Annahmen sowohl metaphysischer „Sinngebungen“ als auch eines atomistisch-materialistischen Weltbildes vermeide. Um Nietzsches Konzept zu begreifen, sei es angemessener, von den (vielen) „Willen zur Macht“ zu sprechen, die im dauernden Widerstreit miteinander stehen, sich gegenseitig bezwingen und einverleiben, zeitweilige Organisationen (beispielsweise den menschlichen Leib), aber keinerlei „Ganzes“ bilden, denn die Welt sei ewiges Chaos.
Zwischen diesen beiden Interpretationen bewegen sich die meisten anderen, wobei die heutige Nietzscheforschung derjenigen Müller-Lauters deutlich näher steht. Gerade der Begriff Macht weist jedoch bei Nietzsche (mit seiner stets auf das gesunde Individuum ausgerichteten Weltanschauung) auf neuere positive Verständnisformen voraus, wie wir sie bei Hannah Arendt finden – hier jedoch bezogen auf den Menschen in der Gesellschaft: die grundsätzliche Möglichkeit aus sich heraus gestaltend „etwas zu machen“.
Ewige Wiederkunft
Nietzsches zuerst in Die fröhliche Wissenschaft auftretender und in Also sprach Zarathustra als Höhepunkt vorgeführter „tiefster Gedanke“, der ihm auf einer Wanderung am Silvaplanersee im Engadin kam, ist die Vorstellung, dass alles Geschehende schon unendlich oft geschah und unendlich oft wiederkehren wird. Man solle deshalb so leben, dass man die immerwährende Wiederholung eines jeden Augenblickes nicht nur ertrage, sondern sogar begrüße. „Doch alle Lust will Ewigkeit – will tiefe, tiefe Ewigkeit“ lautet folglich ein zentraler Satz in Also sprach Zarathustra. Eng mit der „Ewigen Wiederkunft“, für die Nietzsche trotz seiner nur sehr oberflächlichen naturwissenschaftlichen Bildung auch wissenschaftliche Begründungen zu geben versuchte, hängt wohl der Amor fati (lat. „Liebe zum Schicksal“) zusammen. Dies ist für Nietzsche eine Formel zur Bezeichnung des höchsten Zustands, den ein Philosoph erreichen kann, die Form der höchstgesteigerten Lebensbejahung.
Über die „ewige Wiederkunft“, ihre Bedeutung und Stellung in Nietzsches Gedanken herrscht keine Einigkeit. Während einige Deuter sie als Zentrum seines gesamten Denkens ausmachten, sahen andere sie bloß als fixe Idee und störenden „Fremdkörper“ in Nietzsches Lehren.
Übermensch
An einen Fortschritt in der Geschichte der Menschheit – oder in der Welt überhaupt – glaubt Nietzsche nicht. Für ihn ist folglich das Ziel der Menschheit nicht an ihrem (zeitlichen) Ende zu finden, sondern in ihren immer wieder auftretenden höchsten Individuen, den Übermenschen. Die Gattung Mensch als Ganzes sieht er nur als einen Versuch, eine Art Grundmasse, aus der heraus er „Schaffende“ fordert, die „hart“ und mitleidlos mit anderen und vor allem mit sich selbst sind, um aus der Menschheit und sich selbst ein wertvolles Kunstwerk zu schaffen. Als negatives Gegenstück zum Übermenschen wird in Also sprach Zarathustra der letzte Mensch vorgestellt. Dieser steht für das schwächliche Bestreben nach Angleichung der Menschen untereinander, nach einem möglichst risikolosen, langen und „glücklichen“ Leben ohne Härten und Konflikte. Das Präfix „Über“ in der Wortschöpfung „Übermensch“ kann nicht nur für eine höhere Stufe relativ zu einer anderen stehen, sondern auch im Sinne von „hinüber“ verstanden werden, kann also eine Bewegung ausdrücken. Der Übermensch ist daher nicht unbedingt als Herrenmensch über dem letzten Menschen zu sehen. Eine rein politische Deutung gilt der heutigen Nietzscheforschung als irreführend. Der „Wille zur Macht“, der sich im Übermenschen konkretisieren soll, ist demnach nicht etwa der Wille zur Herrschaft über andere, sondern ist als Wille zum Können, zur Selbstbereicherung, zur Selbstüberwindung zu verstehen.

## Einflüsse

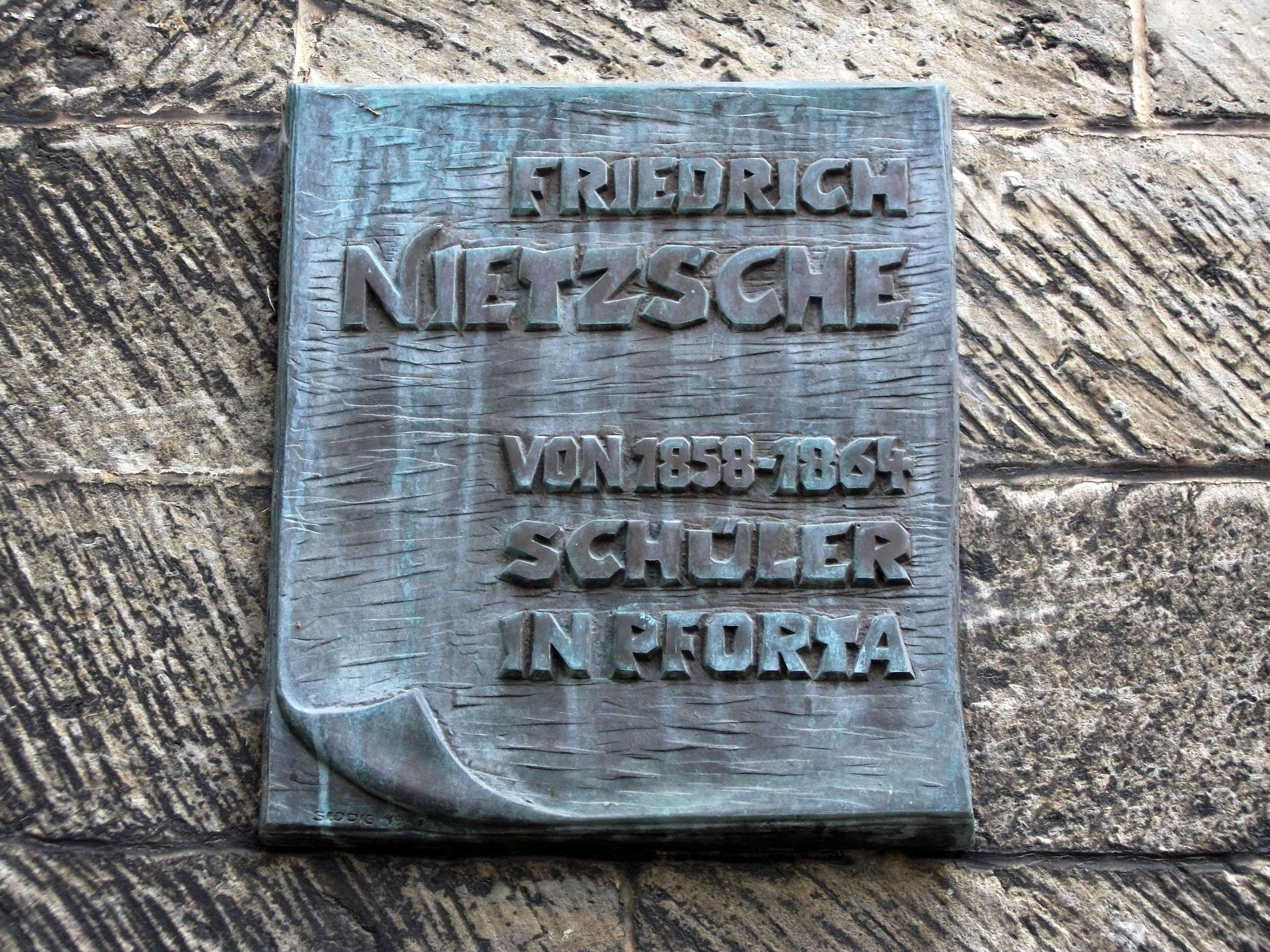
Nietzsche-Gedenktafel an der Landesschule Pforta

Aus seiner Jugend im Pfarrhaus und im kleinbürgerlich-frommen „Frauenhaushalt“ ergaben sich Nietzsches erste praktische Erfahrungen mit dem Christentum. Schon sehr bald entwickelte er hier einen kritischen Standpunkt und las Schriften von Ludwig Feuerbach und David Friedrich Strauß. Wann genau diese Entfremdung von der Familie begann und welchen Einfluss sie auf Nietzsches weiteren Denk- und Lebensweg hatte, ist Gegenstand einer andauernden Debatte in der Nietzsche-Forschung.
Der frühe Tod des Vaters dürfte Nietzsche beeinflusst haben, jedenfalls wies er selbst oft auf dessen Bedeutung für ihn hin. Dabei ist zu beachten, dass er ihn selbst kaum kannte, sondern sich aus Familienerzählungen ein wohl idealisiertes Bild des Vaters machte. Als freundlicher und beliebter, andererseits körperlich schwacher und kranker Landpfarrer taucht er in Nietzsches Selbstanalysen immer wieder auf.
Schon in seiner Jugend war Nietzsche von den Schriften Ralph Waldo Emersons und Lord Byrons beeindruckt, den seinerzeit tabuisierten Hölderlin erkor er zu seinem Lieblingsdichter. Machiavellis Werk Der Fürst las er bereits privat in der Schulzeit.
Wie stark der Einfluss des Dichters Ernst Ortlepp oder die Ideen Max Stirners beziehungsweise des ganzen Junghegelianismus auf Nietzsche waren, ist umstritten. Der Einfluss Ortlepps ist vor allem von Hermann Josef Schmidt hervorgehoben worden. Über den Einfluss Stirners auf Nietzsche wird bereits seit den 1890ern debattiert. Einige Interpreten sahen hier höchstens eine flüchtige Kenntnisnahme, andere dagegen, allen voran Eduard von Hartmann, erhoben einen Plagiatsvorwurf. Bernd A. Laska vertritt die Außenseiter-These, Nietzsche habe infolge der Begegnung mit dem Werk Stirners, das ihm vom Junghegelianer Eduard Mushacke vermittelt worden sei, eine „initiale Krise“ durchgemacht, die ihn zu Schopenhauer führte.
Im Philologiestudium bei Ritschl lernte Nietzsche neben den klassischen Werken selbst vor allem philologisch-wissenschaftliche Methoden kennen. Dies dürfte einerseits die Methodik seiner Schriften beeinflusst haben, was insbesondere in der Genealogie der Moral deutlich wird, andererseits aber auch sein Bild von der strengen Wissenschaft als mühselige Arbeit für mittelmäßige Geister. Seine eher negative Haltung zum Wissenschaftsbetrieb an den Universitäten beruhte zweifellos auf eigenen Erfahrungen sowohl als Student als auch als Professor. An der Universität versuchte Nietzsche den von ihm geschätzten Jacob Burckhardt zu Gesprächen zu gewinnen, las einige von dessen Büchern und hörte sich Vorlesungen des Kollegen an. Mit dem Freund Franz Overbeck hatte er in der Basler Zeit einen regen Gedankenaustausch, auch später half ihm Overbeck in theologischen und kirchengeschichtlichen Fragen weiter.
Werke bekannter Schriftsteller wie Stendhal, Tolstoi und Dostojewski machte Nietzsche sich für sein eigenes Denken ebenso zunutze wie solche eher unbekannter Autoren wie William Edward Hartpole Lecky oder Fachgelehrter wie Julius Wellhausen. Zu seinen Ansichten über die moderne décadence las und bewertete er etwa George Sand, Gustave Flaubert und die Brüder Goncourt. Schließlich lässt sich Nietzsches Interesse an Wissenschaften von der Physik (besonders Roger Joseph Boscovichs System) bis zur Nationalökonomie belegen. Auf die besondere Bedeutung der kritischen Auseinandersetzung mit dem Buch Der Ursprung der moralischen Empfindungen (1877) von Paul Rée verwies Nietzsche in der Vorrede zur Genealogie der Moral. Für sein Wissen über die Physiologie, auch in der kritischen Auseinandersetzung mit dem Darwinismus, stützte sich Nietzsche stark auf das Werk Der Kampf der Theile im Organismus. Ein Beitrag zur Vervollständigung der mechanischen Zweckmäßigkeitslehre des Anatomen Wilhelm Roux. Er meinte auch, durch seine Krankheiten ein besseres Wissen über Medizin, Physiologie und Diätetik erlangt zu haben als manche seiner Ärzte.

### Wagner und Schopenhauer

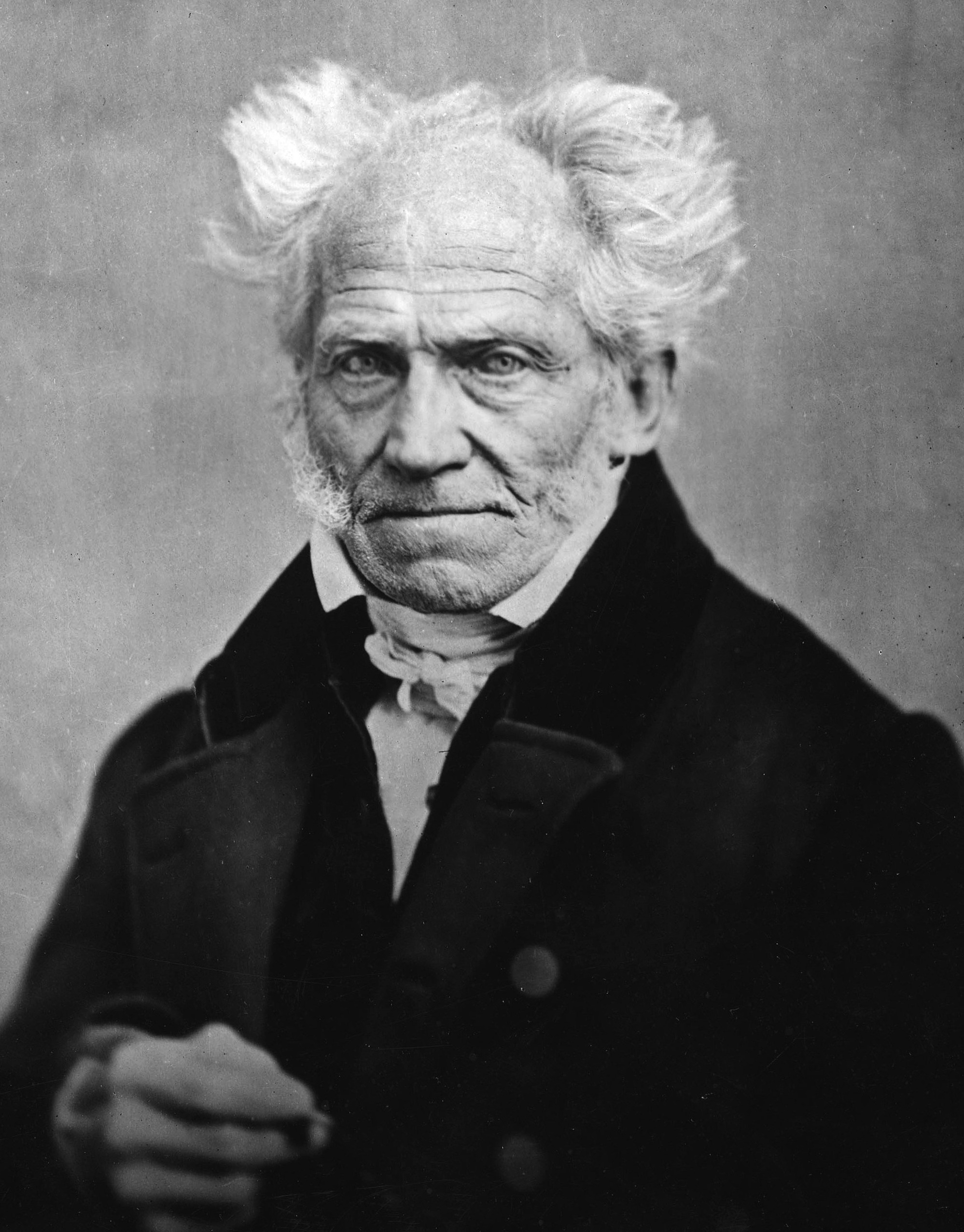
Nietzsche über Schopenhauer: „Ich gehöre zu den Lesern Schopenhauers, welche, nachdem sie die erste Seite von ihm gelesen haben, mit Bestimmtheit wissen, dass sie alle Seiten lesen werden und auf jedes Wort hören werden, das er überhaupt gesagt hat.“

Ab Mitte der 1860er übten die Werke Arthur Schopenhauers großen Einfluss auf Nietzsche aus; dabei bewunderte Nietzsche aber schon zu Beginn weniger den Kern der Schopenhauerschen Lehre als die Person und den „Typus“ Schopenhauer, das heißt in seiner Vorstellung den wahrheitssuchenden und „unzeitgemäßen“ Philosophen. Eine weitere wesentliche Inspiration waren dann die Person und die Musik Richard Wagners. Die Schriften Richard Wagner in Bayreuth (Vierte Unzeitgemäße Betrachtung) und vor allem die Geburt der Tragödie feiern dessen Musikdrama als Überwindung des Nihilismus ebenso wie eines platten Rationalismus. Diese Verehrung schlug spätestens 1879 nach Wagners vermeintlicher Hinwendung zum Christentum (in Parsifal) in Feindschaft um. Nietzsche rechtfertigte seinen radikalen Sinneswandel später in Der Fall Wagner und in Nietzsche contra Wagner. Dass Nietzsche sich lange nach Wagners Tod 1883 beinahe zwanghaft mit dem einstigen „Meister“ beschäftigte, hat einige Aufmerksamkeit gefunden: Über das komplizierte Verhältnis zwischen Nietzsche und Wagner (sowie Wagners Frau Cosima) gibt es viele Untersuchungen mit teilweise unterschiedlichen Ergebnissen. Neben den von Nietzsche genannten weltanschaulichen und kunstphilosophischen Differenzen haben sicherlich auch persönliche Gründe eine Rolle bei Nietzsches „Abfall“ von Wagner gespielt.
Schopenhauer sah er nun kritischer und meinte, gerade in dessen Pessimismus und Nihilismus ein zeittypisches und daher rückwärtsgewandtes Phänomen zu erkennen. Freilich fand er auch 1887 noch lobende Worte für Schopenhauer, der „als Philosoph der erste eingeständliche und unbeugsame Atheist [war], den wir Deutschen gehabt haben“:

„[Nun kommt] auf eine furchtbare Weise die Schopenhauerische Frage zu uns: hat denn das Dasein überhaupt einen Sinn? – jene Frage, die ein paar Jahrhunderte brauchen wird, um auch nur vollständig und in alle ihre Tiefe hinein gehört zu werden. Was Schopenhauer selbst auf diese Frage geantwortet hat, war – man vergebe es mir – etwas Voreiliges, Jugendliches, nur eine Abfindung, ein Stehen- und Steckenbleiben in eben den christlich-asketischen Moral-Perspektiven, welchen, mit dem Glauben an Gott, der Glaube gekündigt war … Aber er hat die Frage gestellt.“

### Nietzsches Rezeption anderer Philosophien
Sein Wissen über Philosophie und Philosophiegeschichte hat Nietzsche sich nicht systematisch aus den Quellen angeeignet. Er hat es vornehmlich aus Sekundärliteratur entnommen: vor allem aus Friedrich Albert Langes Geschichte des Materialismus sowie Kuno Fischers Geschichte der neuern Philosophie zu späteren Autoren. Platon und Aristoteles waren ihm aus der Philologie bekannt und auch Gegenstand einiger seiner philologischen Vorlesungen, aber besonders Letzteren kannte er nur lückenhaft. Mit den Vorsokratikern, die er allerdings Vorplatoniker nennt, befasste er sich in seiner Frühschrift Die Philosophie im tragischen Zeitalter der Griechen von 1873, vor allem auf Heraklit kam er noch später zurück.
Für die Ethik Spinozas, die Nietzsche zeitweise anregte, war ihm Fischers Werk die Hauptquelle. Kant lernte er ebenfalls durch Fischer (und Schopenhauer, s. oben) kennen; im Original las er vermutlich nur die Kritik der Urteilskraft. Zum deutschen Idealismus um Hegel übernahm er für einige Zeit die scharfe Kritik Schopenhauers. Später ignorierte er die Richtung. Bedenkenswert ist, dass sich bei Nietzsche zu den Junghegelianern (Feuerbach, Bauer und Stirner) keine nennenswerten Äußerungen finden, obwohl er sie als Denker einer „geistesregen Zeit“ ansah, auch keine zu Karl Marx, obwohl er sich verschiedentlich über den politischen Sozialismus äußerte.
Weitere von Nietzsche rezipierte Quellen waren die französischen Moralisten wie La Rochefoucauld, Montaigne, Vauvenargues, Chamfort, Voltaire und Stendhal. Die Lektüre Blaise Pascals vermittelte ihm einige neue Einsichten zum Christentum.
Hin und wieder setzte sich Nietzsche polemisch mit den seinerzeit populären Philosophen Eugen Dühring, Eduard von Hartmann und Herbert Spencer auseinander. Vor allem von Letzterem und den deutschen Vertretern der Evolutionstheorie um Ernst Haeckel bezog er sein Wissen um die Lehren Charles Darwins.
Die intensive Quellenforschung der letzten Jahrzehnte hat zahlreiche Bezüge in Nietzsches Werken ermittelt, unter anderem zu seinen Zeitgenossen Afrikan Spir und Gustav Gerber, deren Sprach- und Erkenntnistheorie überraschende Ähnlichkeiten mit der Nietzsches aufweisen.
Vereinzelt ist in der Nietzsche-Forschung darauf hingewiesen worden, dass Nietzsches Kritik an anderen Philosophien und Lehren auf Missverständnissen beruhe, eben weil er sie nur durch entstellende Sekundärliteratur kannte. Dies betreffe insbesondere Nietzsches Aussagen zu Kant und der Evolutionslehre. Aber auch dieses Thema ist umstritten.

## Kulturelle Rezeption
In der Fernsehserie Gene Roddenberry’s Andromeda gibt es eine fiktive Rasse der Nietzscheaner, die den Lehren Nietzsches anhängen.
In seiner 3. Sinfonie vertont Gustav Mahler das Lied O Mensch! Gib acht! aus Nietzsches Also sprach Zarathustra.
Die gleichzeitige entstandene sinfonische Dichtung Also sprach Zarathustra von Richard Strauss nimmt frei auf den Text von Also sprach Zarathustra Bezug.

## Werke und Ausgaben
Eingeklammerte Jahreszahlen geben das Jahr der Entstehung, mit Kommata abgetrennte das Jahr der Erstveröffentlichung an.

### Philologische Werke
- Zur Geschichte der Theognideischen Spruchsammlung. 1867.
- De Laertii Diogenis fontibus. 1868/69.
- Homer und die klassische Philologie. 1869.
- Analecta Laertiana. 1870.
- Der florentinische Tractat über Homer und Hesiod. 1870 (siehe: Certamen Homeri et Hesiodi).
- Das griechische Musikdrama. 1870 (Kritische Studienausgabe (KSA) I, 513–549)

### Philosophische Werke, Dichtungen und Autobiografisches
- Fünf Vorreden zu fünf ungeschriebenen Büchern. 1872 KSA 1:
  - I. Über das Pathos der Wahrheit.
  - II. Gedanken über die Zukunft unserer Bildungsanstalten.
  - III. Der griechische Staat.
  - IV. Das Verhältnis der Schopenhauerischen Philosophie zu einer deutschen Cultur.
  - V. Homers Wettkampf.
- Die Geburt der Tragödie aus dem Geiste der Musik. 1872 KSA 1.
- Über Wahrheit und Lüge im außermoralischen Sinne. 1873 KSA 1.
- Die Philosophie im tragischen Zeitalter der Griechen. 1873 KSA 1.
- Unzeitgemäße Betrachtungen. 1873–1876 KSA 1.
  - David Strauß, der Bekenner und der Schriftsteller. 1873.
  - Vom Nutzen und Nachteil der Historie für das Leben. 1874.
  - Schopenhauer als Erzieher. 1874.
  - Richard Wagner in Bayreuth. 1876.
- Menschliches, Allzumenschliches – Ein Buch für freie Geister. (mit zwei Fortsetzungen), 1878–1880 KSA 2
- Der Wanderer und sein Schatten 1880
- Morgenröte. Gedanken über die moralischen Vorurteile. 1881 KSA 3.
- Idyllen aus Messina. 1882 KSA 3.
- Die fröhliche Wissenschaft („la gaya scienza“). 1882 KSA 3.
- Also sprach Zarathustra – Ein Buch für Alle und Keinen. 1883–1885 KSA 4.
- Jenseits von Gut und Böse – Vorspiel einer Philosophie der Zukunft. 1886 KSA 5.
- Zur Genealogie der Moral – Eine Streitschrift. 1887 KSA 5.
- Der Fall Wagner – Ein Musikanten-Problem. 1888 KSA 6.
- Dionysos-Dithyramben. 1889 KSA 6.
- Götzen-Dämmerung oder Wie man mit dem Hammer philosophiert. 1889 KSA 6.
- Der Antichrist – Fluch auf das Christentum. 1895 KSA 6.
- Nietzsche contra Wagner. 1895 KSA 6.
- Ecce homo – Wie man wird, was man ist. (1888) 1908 KSA 6.

### Lyrik (Auswahl)
- Ecce homo (Ja, ich weiß, woher ich stamme).
- „Mein Glück!“ Die Tauben von San Marco seh ich wieder.
- Vereinsamt (Die Krähen schrein und ziehen schwirren Flugs zur Stadt).
- Der geheimnisvolle Nachen (Gestern nachts, als alles schlief).
- Das trunkene Lied (O Mensch! Gib acht!).
- Venedig (An der Brücke stand jüngst ich in brauner Nacht).[85]

### Musik
Seit seiner Jugend musizierte Nietzsche und komponierte zahlreiche kleinere Stücke.
Bedeutend sind:
- Sämtliche Werke für Klavier solo eingespielt von Michael Krücker für das Label NCA, SACD (Super-Audio-CD), Order No.: 60189, ISBN 978-3-86735-717-3.
- Manfred-Meditation, 1872. Zum Manfred von Lord Byron. Nach der vernichtenden Kritik Hans von Bülows[86] gab Nietzsche das Komponieren größtenteils auf. mp3-Datei
- Hymnus an die Freundschaft, 1874. Hörprobe (wav-Format; 421 kB)
- Gebet an das Leben, NWV 41, 1882, und Hymnus an das Leben, Chor und Orchester, 1887: Nietzsche vertonte 1882 ein Gedicht von Lou von Salomé. Peter Gast arbeitete dies zu einer Komposition für gemischten Chor und Orchester um, die 1887 unter Nietzsches Namen veröffentlicht wurde. Mit Partitur

### Ausgaben
Gesamtausgaben: vollständige, ausführlich kommentierte Ausgaben:
- Werke. Kritische Gesamtausgabe Sigle: KGW [auch: KGA (Verlag)], hrsg. von Giorgio Colli und Mazzino Montinari. Berlin und New York 1967ff.
- Briefe. Kritische Gesamtausgabe Sigle: KGB, hrsg. von Giorgio Colli und Mazzino Montinari. Berlin und New York 1975–2004.
- Karl Schlechta (Hrsg.): Friedrich Nietzsche, Werke in drei Bänden (mit Index-Band). 8. Auflage. Hannover/München 1966 (Vgl. dazu Nietzsche-Ausgabe#Die Schlechta-Ausgabe und Kritik daran).

Studienausgaben: Taschenbuchausgaben:
- Sämtliche Werke, Kritische Studienausgabe in 15 Bänden Sigle: KSA, hrsg. von Giorgio Colli und Mazzino Montinari. München und New York 1980, ISBN 3-423-59065-3.
- Sämtliche Briefe. Kritische Studienausgabe Sigle: KSB, hrsg. von Giorgio Colli und Mazzino Montinari. München und New York 1986, ISBN 3-423-59063-7.

Nietzsche Online:
- 70 Bände Editionen der Werke (KGW) und Briefe (KGB) Friedrich Nietzsches von Giorgio Colli und Mazzino Montinari: über 80 Monographien und Referenzwerke wie das Nietzsche-Wörterbuch sowie alle 38 Jahrgänge der Nietzsche-Studien – insgesamt über 100.000 Buchseiten bei De Gruyter (10/2010).
- Laut Weimarer Klassik Stiftung hat die Deutsche Forschungsgemeinschaft rund 350.000 Euro bewilligt für eine digitale Aufbereitung des kompletten Nachlasses von Nietzsche. Eine adäquate Internet-Plattform und eine Archivdatenbank soll innerhalb von drei Jahren zur Verfügung stehen.[87]

### Zur Biografie
- Charles Andler: Nietzsche, sa vie et sa pensée. 6 Bände. Brossard, Paris 1920–1931, spätere Auflagen (3 Bände, jeweils zwei zusammengefasst) bei Gallimard, Paris, ISBN 2-07-020127-9, ISBN 2-07-020128-7, ISBN 2-07-020129-5 (detaillierte Gesamtdarstellung, Rezeptionsgrundlage vieler französischer Autoren).
- Sabine Appel: Friedrich Nietzsche: Wanderer und freier Geist. Eine Biographie. Beck, München 2011, ISBN 978-3-406-61368-5.
- Bernhard M. Baron: Nietzsches Oberpfalzreise 1867, in: OBERPFÄLZER HEIMAT Bd. 36/Jg. 1992, S. 83–88, ISBN 3-928901-00-1.
- Raymond J. Benders, Stephan Oettermann: Friedrich Nietzsche: Chronik in Bildern und Texten. Hanser, München 2000, ISBN 3-446-19877-6.
- Daniel Blue: The Making of Friedrich Nietzsche: The Quest for Identity, 1844–1869. Cambridge University Press, Cambridge 2016, ISBN 978-1-107-13486-7.
- Burkhart Brückner, Robin Pape: Biographie von Friedrich Wilhelm Nietzsche In: Biographisches Archiv der Psychiatrie (BIAPSY).
- Volker Ebersbach: Nietzsche in Turin. Boldt-Literaturverlag, Winsen/Luhe / Weimar 1994, ISBN 3-928788-11-6.
- Ivo Frenzel: Friedrich Nietzsche in Selbstzeugnissen und Bilddokumenten. 31. Auflage. Rowohlt, Reinbek bei Hamburg 2000, ISBN 3-499-50634-3.
- Timo Hoyer: Nietzsche und die Pädagogik. Werk, Biografie und Rezeption. Königshausen & Neumann 2002, ISBN 3-8260-2418-4.
- Curt Paul Janz: Friedrich Nietzsche. Biographie. 3 Bände, Hanser, München 1978/1979, ISBN 3-423-04383-0 (Standardwerk).
- Alfred von Martin: Nietzsche und Burckhardt. Reinhardt, München 1941 (4. Auflage, Erasmus-Verlag, München 1947).
- Alice Miller: Das ungelebte Leben und das Werk eines Lebensphilosophen: Friedrich Nietzsche. In: Dies: Der gemiedene Schlüssel. Suhrkamp, Frankfurt am Main 1988, ISBN 3-518-02226-1.
- Christian Niemeyer (Hrsg.): Nietzsche-Lexikon. Wissenschaftliche Buchgesellschaft, Darmstadt 2009, ISBN 978-3-534-20844-9.
- Christian Niemeyer: Nietzsches Syphilis – und die der Anderen. Eine Spurensuche. Karl Alber, Freiburg 2020, ISBN 978-3-495-49064-8.
- Bernd Oei, 4 Bände: Nietzsche unter französischen Philosophen, Nietzsche unter französischen Literaten, Nietzsche unter deutschen Philosophen, Nietzsche unter deutschen Literaten, Dt. Wiss.-Verlag, Baden-Baden 2008.
- Henning Ottmann (Hrsg.): Nietzsche-Handbuch: Leben – Werk – Wirkung. Metzler, Stuttgart/Weimar 2000, ISBN 3-476-01330-8.
- Sue Prideaux: I am dynamite! A life of Friedrich Nietzsche. Faber & Faber, London 2018, ISBN 978-0-571-33621-0.
  - Übersetzung: Ich bin Dynamit. Das Leben des Friedrich Nietzsche. Aus dem Englischen übersetzt von Thomas Pfeiffer und Hans-Peter Remmler. Klett-Cotta, Stuttgart 2020, ISBN 978-3-608-98201-5.
- Werner Ross: Der ängstliche Adler; Friedrich Nietzsches Leben. DVA, Stuttgart 1980, ISBN 3-423-30736-6, und Der wilde Nietzsche oder Die Rückkehr des Dionysos. DVA, Stuttgart 1994, ISBN 3-421-06668-X (zwei antithetische Akzentuierungen von Nietzsches Charakter aus der Sicht eines Literaturwissenschaftlers).
- Rüdiger Safranski: Nietzsche: Biographie seines Denkens. Hanser, München 2000, ISBN 3-446-19938-1 (hoher philosophischer Anteil; dient auch als Einführung in Nietzsches Denken).
- Hermann Josef Schmidt: Nietzsche absconditus oder Spurenlesen bei Nietzsche. 4 Bände. IBDK, Berlin/Aschaffenburg 1991–1994 (akribische psychologische Studie über Nietzsches Kindheit und Jugend).
- Rudolf Steiner: Friedrich Nietzsche, ein Kämpfer gegen seine Zeit im Project Gutenberg, Weimar 1895.
- Pia Daniela Volz: Nietzsche im Labyrinth seiner Krankheit. Königshausen & Neumann, Würzburg 1990, ISBN 3-88479-402-7 (Standardwerk zu Nietzsches Krankengeschichte).
- Giuliano Campioni: Nietzsches persönliche Bibliothek. Walter de Gruyter, Berlin 2003.
- Nils Fiebig: Nietzsche und das Geld – Die Banalität des Alltäglichen. Königshausen & Neumann, Würzburg 2019, ISBN 978-3-8260-6669-6.
- Hans Gutzwiller: Friedrich Nietzsches Lehrtätigkeit am Basler Pädagogium 1869–1876. In: Basler Zeitschrift für Geschichte und Altertumskunde. Band 50, 1951, doi:10.5169/seals-116377#152, S. 147–220.
- Peter Pütz: Friedrich Nietzsche. J.B. Metzlersche Verlagsbuchhandlung, Stuttgart 1967.
- Curt Paul Janz: Friedrich Nietzsche in Basel. In: Basler Stadtbuch 1970, S. 53–68.
- Paul Julius Möbius: Ueber das Pathologische bei Nietzsche. In: Grenzfragen des Nerven- und Seelenlebens. Band XVII. J. F. Bergmann, Wiesbaden 1902.[88]
- Bernd Kettern: Friedrich Nietzsche. In: Biographisch-Bibliographisches Kirchenlexikon (BBKL). Band 6, Bautz, Herzberg 1993, ISBN 3-88309-044-1, Sp. 774–804 (Artikel/Artikelanfang im Internet-Archive).

### Zur Philosophie
- Christian Benne, Claus Zittel (Hrsg.): Nietzsche und die Lyrik: Ein Kompendium. J. B. Metzler, Stuttgart 2017.
- Katharina Grätz, Sebastian Kaufmann (Hrsg.): Nietzsche zwischen Philosophie und Literatur. Universitätsverlag Winter, Heidelberg 2016, ISBN 978-3-8253-6669-8.
- Manuel Knoll, Barry Stocker (Hrsg.): Nietzsche as Political Philosopher. Berlin/Boston 2014.
- Claus Zittel: Das ästhetische Kalkül von Friedrich Nietzsches „Also sprach Zarathustra“ (Nietzsche in der Diskussion), Würzburg 2000 (2. Auflage 2011).
- Günter Abel: Nietzsche. Die Dynamik der Willen zur Macht und die ewige Wiederkehr. 2., erweiterte Auflage. De Gruyter, Berlin / New York 1998, ISBN 3-11-015191-X (Versuch der Klärung des häufig missverstandenen Begriffes).
- Keith Ansell Pearson (Hrsg.): A Companion to Nietzsche. Blackwell, Oxford/Malden 2006, ISBN 1-4051-1622-6.
- Volker Caysa, Konstanze Schwarzwald: Nietzsche – Macht – Größe. Nietzsche – Philosoph der Macht oder der Macht der Größe. De Gruyter, Berlin / New York 2011, ISBN 978-3-11-024572-1.
- Maudemarie Clark: Nietzsche on Truth and Philosophy. Cambridge University Press, Cambridge 1990, ISBN 0-521-34850-1.
- Gilles Deleuze: Nietzsche und die Philosophie. Europäische Verlagsanstalt, Hamburg 1976, ISBN 3-434-46183-3 (Klassiker der französischen Nietzsche-Rezeption).
- Jacques Derrida: Sporen. Die Stile Nietzsches. Corbo e Fiore, Venedig 1976 (versucht zu zeigen, dass Nietzsches Denken kein Zentrum hat).
- Elmar Dod: Der unheimlichste Gast. Die Philosophie des Nihilismus. Tectum, Marburg 2013, ISBN 978-3-8288-3107-0. Der unheimlichste Gast wird heimisch. Die Philosophie des Nihilismus – Evidenzen der Einbildungskraft. Baden–Baden 2019, ISBN 978-3-8288-4185-7 (Die beiden Studien entwickeln über Nietzsche hinaus dessen Begriff des Nihilismus weiter).
- Günter Figal: Nietzsche. Eine philosophische Einführung. Reclam, Stuttgart 1999, ISBN 3-15-009752-5.
- Eugen Fink: Nietzsches Philosophie. Stuttgart 1960.
- Erich Heller: Die Wiederkehr der Unschuld und andere Essays. Suhrkamp, Frankfurt am Main 1977.
- Karl Jaspers: Nietzsche. Einführung in das Verständnis seines Philosophierens. De Gruyter, Berlin / New York 1981, ISBN 3-11-008658-1. (Erstauflage 1935) (Jaspers sucht als Philosoph und als Psychiater Zugang zu Nietzsches Denken.).
- Walter Arnold Kaufmann: Nietzsche: Philosopher, Psychologist, Antichrist, Princeton University Press, Princeton, N.J. 1950. (4. Auflage. 1974; deutsche Übersetzung: Nietzsche: Philosoph – Psychologe – Antichrist. Wissenschaftliche Buchgesellschaft, Darmstadt 1988, ISBN 3-534-80023-0) (wichtiges Werk der angelsächsischen Nietzsche-Interpretation).
- Domenico Losurdo: Nietzsche, der aristokratische Rebell: Intellektuelle Biographie und kritische Bilanz. 2 Bände. Argument/Inkrit, Berlin 2009, ISBN 978-3-88619-338-7.
- Mazzino Montinari: Friedrich Nietzsche: Eine Einführung. De Gruyter, Berlin / New York 1991, ISBN 3-11-012213-8 (von einem der Herausgeber der Kritischen Gesamtausgabe Nietzsches).
- Wolfgang Müller-Lauter: Nietzsche. Seine Philosophie der Gegensätze und die Gegensätze seiner Philosophie. De Gruyter, Berlin / New York 1971.
- Barbara Neymeyr, Andreas Urs Sommer (Hrsg.): Nietzsche als Philosoph der Moderne. Universitätsverlag Winter, Heidelberg 2012, ISBN 978-3-8253-5812-9.
- Raoul Richter: Friedrich Nietzsche. Sein Leben und sein Werk. 4. Auflage. Meiner, Leipzig 1922 (Digitalisat)
- Wiebrecht Ries: Nietzsche zur Einführung. Junius, Hamburg 2004, ISBN 3-88506-393-X.
- Georg Römpp: Nietzsche leicht gemacht. (= UTB. 3718). Böhlau, Köln/Weimar 2013, ISBN 978-3-8252-3718-9.
- Hermann Josef Schmidt: Wider weitere Entnietzschung Nietzsches. Eine Streitschrift (= Aufklärungen zu Nietzsche. Band 1). Alibri, Aschaffenburg 2000, ISBN 3-932710-26-6.
- Rüdiger Schmidt-Grépály (Hrsg.): Zur Rückkehr des Autors. Gespräche über das Werk Friedrich Nietzsches. Mit Peter Sloterdijk, Renate Reschke und Bazon Brock. L.S.D, Göttingen 2013.
- Hans-Martin Schönherr-Mann: Friedrich Nietzsche (= UTB. 3001). Fink, Paderborn 2008, ISBN 978-3-8252-3001-2.
- Andreas Urs Sommer: Nietzsche und die Folgen. 2., erweiterte Auflage. J. B. Metzler, Stuttgart 2019, ISBN 978-3-476-04889-9.
- Stefan Lorenz Sorgner, H. James Birx, Nikolaus Knoepffler (Hrsg.): Wagner und Nietzsche: Kultur-Werk-Wirkung: Ein Handbuch. Rowohlt, Reinbek bei Hamburg 2008, ISBN 978-3-499-55691-3.
- Werner Stegmaier: Friedrich Nietzsche zur Einführung. Junius, Hamburg 2011, ISBN 978-3-88506-695-8.
- Bernhard H. F. Taureck: Nietzsche-ABC. Reclam, Leipzig 1999, ISBN 3-379-01679-9.
- Patrick Thor: »eine fortgesetzte Zeichen-Kette von immer neuen Interpretationen« – Friedrich Nietzsches ›Wille zur Macht‹ und die Semiotik von Charles S. Peirce. In: Muenchner Semiotik – Zeitschrift des Forschungskolloquiums an der LMU (2018)
- Gianni Vattimo: Nietzsche: Eine Einführung. Metzler, Stuttgart 1992, ISBN 3-476-10268-8.
- Claus Zittel: Selbstaufhebungsfiguren bei Nietzsche. Königshausen & Neumann 1995, ISBN 3-8260-1082-5.

### Werkkommentare
Seit 2012 wird der auf 6 Bände in 17 Teilbänden angelegte, erste Standard-Kommentar zu Nietzsches Werken publiziert:

Heidelberger Akademie der Wissenschaften (Hrsg.): Historischer und kritischer Kommentar zu Friedrich Nietzsches Werken. De Gruyter, Berlin/Boston u. a. 2012 ff.
Erschienen sind bisher 14 Bände:
- Jochen Schmidt: Kommentar zu Nietzsches Geburt der Tragödie (= Historischer und kritischer Kommentar zu Friedrich Nietzsches Werken. Bd. 1/1). De Gruyter, Berlin/Boston 2012, ISBN 978-3-11-028683-0.
- Barbara Neymeyr: Kommentar zu Nietzsches Unzeitgemässen Betrachtungen. I. David Strauss der Bekenner und der Schriftsteller. II. Vom Nutzen und Nachtheil der Historie für das Leben (= Historischer und kritischer Kommentar zu Friedrich Nietzsches Werken. Bd. 1/2). De Gruyter, Berlin/Boston 2020, ISBN 978-3-11-028682-3.
- Sarah Scheibenberger: Kommentar zu Nietzsches Ueber Wahrheit und Lüge im aussermoralischen Sinne (= Historischer und kritischer Kommentar zu Friedrich Nietzsches Werken. Bd. 1/3). De Gruyter, Berlin/Boston 2016, ISBN 978-3-11-045873-2.
- Barbara Neymeyr: Kommentar zu Nietzsches Unzeitgemässen Betrachtungen. III. Schopenhauer als Erzieher. IV. Richard Wagner in Bayreuth (= Historischer und kritischer Kommentar zu Friedrich Nietzsches Werken. Bd. 1/4). De Gruyter, Berlin/Boston 2020, ISBN 978-3-11-067789-8.
- Sebastian Kaufmann: Kommentar zu Nietzsches Wanderer und sein Schatten (= Historischer und kritischer Kommentar zu Friedrich Nietzsches Werken. Bd. 2/3). De Gruyter, Berlin/Boston 2024.
- Jochen Schmidt, Sebastian Kaufmann: Kommentar zu Nietzsches Morgenröthe. Idyllen aus Messina (= Historischer und kritischer Kommentar zu Friedrich Nietzsches Werken. Bd. 3/1). De Gruyter, Berlin / Boston 2015, ISBN 978-3-11-029303-6.
- Sebastian Kaufmann: Kommentar zu Nietzsches Die fröhliche Wissenschaft, Vorrede bis Drittes Buch (= Historischer und kritischer Kommentar zu Friedrich Nietzsches Werken. Bd. 3/2.1). De Gruyter, Berlin/Boston 2022, ISBN 978-3-11-029304-3.
- Sebastian Kaufmann: Kommentar zu Nietzsches Die fröhliche Wissenschaft, Viertes Buch bis Anhang (= Historischer und kritischer Kommentar zu Friedrich Nietzsches Werken. Bd. 3/2.2). De Gruyter, Berlin/Boston 2022, ISBN 978-3-11-029304-3.
- Katharina Grätz: Kommentar zu Nietzsches Also sprach Zarathustra I und II (= Historischer und kritischer Kommentar zu Friedrich Nietzsches Werken. Bd. 4/1). De Gruyter, Berlin/Boston 2024, ISBN 978-3-11-029305-0.
- Katharina Grätz: Kommentar zu Nietzsches Also sprach Zarathustra III und IV (= Historischer und kritischer Kommentar zu Friedrich Nietzsches Werken. Bd. 4/2). De Gruyter, Berlin/Boston 2024, ISBN 978-3-11-029306-7.
- Andreas Urs Sommer: Kommentar zu Nietzsches Jenseits von Gut und Böse (= Historischer und kritischer Kommentar zu Friedrich Nietzsches Werken. Bd. 5/1). De Gruyter, Berlin/Boston 2016, ISBN 978-3-11-029307-4.
- Andreas Urs Sommer: Kommentar zu Nietzsches Zur Genealogie der Moral (= Heidelberger Akademie der Wissenschaften: Historischer und kritischer Kommentar zu Friedrich Nietzsches Werken. Bd. 5/2). De Gruyter, Berlin/Boston 2019, ISBN 978-3-11-029308-1.
- Andreas Urs Sommer: Kommentar zu Nietzsches Der Fall Wagner. Götzen-Dämmerung (= Historischer und kritischer Kommentar zu Friedrich Nietzsches Werken. Bd. 6/1). De Gruyter, Berlin/Boston 2012, ISBN 978-3-11-028683-0.
- Andreas Urs Sommer: Kommentar zu Nietzsches Der Antichrist. Ecce homo. Dionysos-Dithyramben. Nietzsche contra Wagner (= Historischer und kritischer Kommentar zu Friedrich Nietzsches Werken. Bd. 6/2). De Gruyter, Berlin/Boston 2013, ISBN 978-3-11-029277-0.

### Zur Rezeptionsgeschichte
- Richard Krummel: Nietzsche und der deutsche Geist. De Gruyter, Berlin/New York 1974–2006.
- Klemens Dieckhöfer: Gerhart Hauptmann (1862–1946) und Nietzsche. Nietzsches Einfluß auf Gerhart Hauptmann und dessen Erlebnis der Natur. In: Medizinhistorische Mitteilungen. Zeitschrift für Wissenschaftsgeschichte und Fachprosaforschung. Band 34, 2015, S. 123–128.

### Jahrbücher
- Nietzsche-Studien: Internationales Jahrbuch für die Nietzsche-Forschung. De Gruyter, Berlin, ISSN 0342-1422.
- Nietzscheforschung: Jahrbuch der Nietzsche-Gesellschaft. Hrsg. im Auftrag der Förder- und Forschungsgemeinschaft Friedrich Nietzsche e. V. Akademie-Verlag, Berlin.
- New Nietzsche Studies. The Journal of the Nietzsche Society. ISSN 1091-0239.

### Ein Kuriosum:My Sister and I
Im Jahr 1951 erschien in den USA ein Buch mit dem Titel My Sister and I, als dessen Autor Friedrich Nietzsche angegeben wurde. Nietzsche soll diese angeblich autobiographische Schrift 1889–1890 während seines Aufenthalts in der Jenaer Nervenklinik verfasst haben. Ein Originalmanuskript ist jedoch nicht überliefert. Als Übersetzer ins Englische ist Oscar Levy genannt, der Herausgeber der ersten englischsprachigen Ausgabe von Nietzsches Werken. Levy war aber schon 1946 gestorben, und seine Erben bestritten, dass er etwas mit dem Werk zu tun habe. Da keine Belege für die behauptete Urheberschaft Nietzsches oder Levys vorlagen, wurde die Schrift von der Fachwelt überwiegend als Fälschung zurückgewiesen oder ignoriert. In den 1980er-Jahren stellten einzelne Stimmen diese Zurückweisung infrage. Teile der Kontroverse um die Autorschaft sind in Neuauflagen des Buches abgedruckt, etwa in:
- Friedrich Nietzsche, Oscar Levy (Übers.): My Sister and I. Amok Books, Los Angeles 1990, ISBN 1-878923-01-3.

### Faksimile, Texte und Zitate
- Digitale Faksimile Gesamtausgabe (DFGA) – Digitale Reproduktion des gesamten Nietzschenachlasses, hg. von P. D’Iorio, Paris, Nietzsche Source, seit 2009.
- Digitale Kritische Gesamtausgabe Werke und Briefe (eKGWB) – sämtliche Werke gemäß der Kritischen Gesamtausgabe, hrsg. von Colli/Montinari, hg. von P. D’Iorio, Paris, Nietzsche Source, 2009–.
- Werke von Friedrich Nietzsche bei Zeno.org. – Diese Seite folgt der Schlechta-Ausgabe, die bei den Spätwerken und beim Nachlass nicht fehlerfrei ist.
- Werke von Friedrich Nietzsche im Projekt Gutenberg-DE
- Werke von Friedrich Nietzsche im Project Gutenberg
- Friedrich Nietzsche: Die Geburt der Tragödie aus dem Geiste der Musik. Fritzsch, Leipzig 1872. (Digitalisat und Volltext im Deutschen Textarchiv).
- Friedrich Nietzsche: Also sprach Zarathustra.
  - [Bd. 1]. Schmeitzner, Chemnitz 1883 (Digitalisat und Volltext im Deutschen Textarchiv).
  - Bd. 2. Schmeitzner, Chemnitz 1883. (Digitalisat und Volltext im Deutschen Textarchiv).
  - Bd. 3. Schmeitzner, Chemnitz 1884. (Digitalisat und Volltext im Deutschen Textarchiv).
  - Bd. 4. Naumann, Leipzig 1891. (Digitalisat und Volltext im Deutschen Textarchiv).
- www.friedrichnietzsche.de u. a. Volltextsuche (Anmeldung erforderlich)
- Nietzsche-Briefwechsel der Klassik Stiftung Weimar/Goethe- und Schiller-Archiv – vollständiges Briefverzeichnis, Hunderte Faksimiles

### Linksammlungen, Bibliografie und Untersuchungen
- Literatur von und über Friedrich Nietzsche im Katalog der Deutschen Nationalbibliothek
- Werke von und über Friedrich Nietzsche in der Deutschen Digitalen Bibliothek
- Sammlung urheberrechtsfreier Primär- und Sekundärliteratur von und über Nietzsche in den Digitalen Sammlungen der  Herzogin Anna Amalia Bibliothek
- Privatbibliothek Friedrich Nietzsches in den Digitalen Sammlungen der  Herzogin Anna Amalia Bibliothek
- Friedrich Nietzsche im Internet Archive
- Friedrich Nietzsche Gesammelte Briefe vorgelesen bei Anchor
- Publikationen von und über Friedrich Nietzsche im Katalog Helveticat der Schweizerischen Nationalbibliothek
- Zeitungsartikel über Friedrich Nietzsche in den Historischen Pressearchiven der ZBW
- Malcolm Brown: Nietzsche Chronicle – engl. chronologische Biographie
- Friedrich Nemec: Friedrich Nietzsche. In: Neue Deutsche Biographie (NDB). Band 19, Duncker & Humblot, Berlin 1999, ISBN 3-428-00200-8, S. 249–253 (Digitalisat).
- R. Lanier Anderson: Friedrich Nietzsche. In: Edward N. Zalta (Hrsg.): Stanford Encyclopedia of Philosophy.
- Brian Leiter: Nietzsche’s Moral and Political Philosophy. In: Edward N. Zalta (Hrsg.): Stanford Encyclopedia of Philosophy.
- Timothy Stoll : Nietzsche’s Aesthetics. In: Edward N. Zalta (Hrsg.): Stanford Encyclopedia of Philosophy, 2025.
- Weimarer Nietzsche-Bibliographie der Klassik Stiftung Weimar/Herzogin Anna Amalia Bibliothek – Bibliographie, Stand: August 2008.
- www.f-nietzsche.de – private Website mit vielen weiterführenden und aktuellen Informationen
- Eintrag im philolex – Website mit Betonung von Nietzsches negativem, faschistoiden Nachleben
- Johann Kreuzer: Artikel „Friedrich Nietzsche“ im UTB-Online-Wörterbuch Philosophie
- Nietzsche von Michel Onfray und Maximilien Le Roy Rezension zum Graphic Novel-Portrait
- Eduard His: Friedrich Nietzsches Heimatlosigkeit. In: Basler Zeitschrift für Geschichte und Altertumskunde. Bd. 40, 1941, doi:10.5169/seals-115271#163, S. 159–186.
- Andreas Urs Sommer: Friedrich Nietzsche. In: Historisches Lexikon der Schweiz.  24. Januar 2018.
- Nietzsche-Haus in Sils Maria

### Kompositionen
- Noten und Audiodateien von Friedrich Nietzsche im International Music Score Library Project

### Sonstiges
- Elisabeth Förster-Nietzsche: Die Krankheit Nietzsche's. In: Neues Wiener Journal, 26. August 1900, S. 3 (online bei ANNO).